# Waibstadt

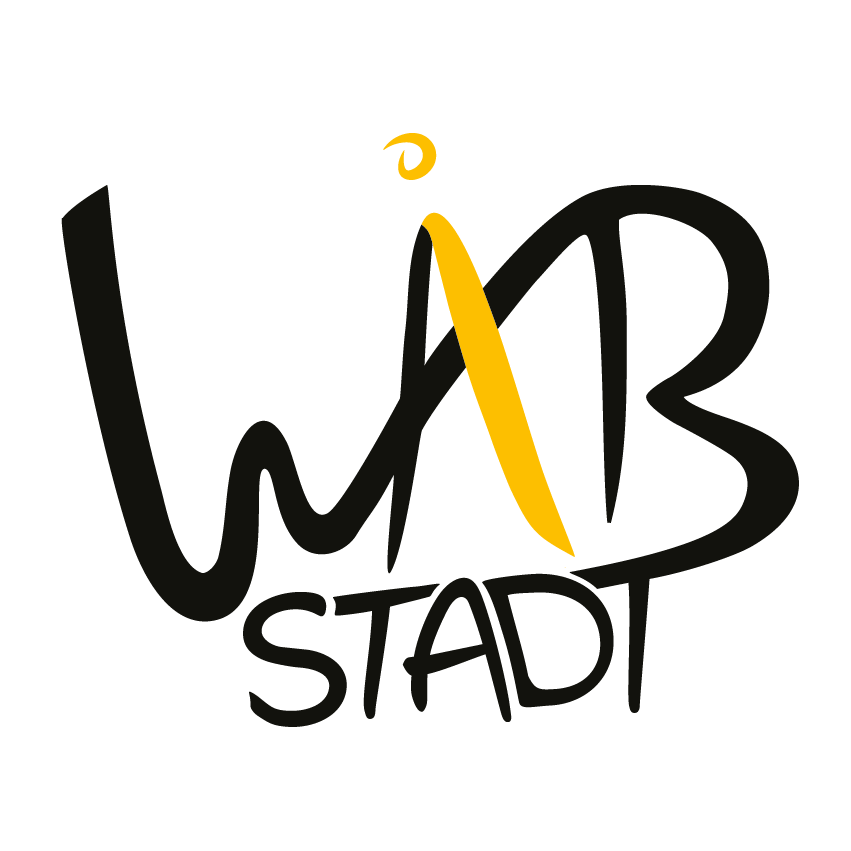
Logo der Stadt Waibstadt

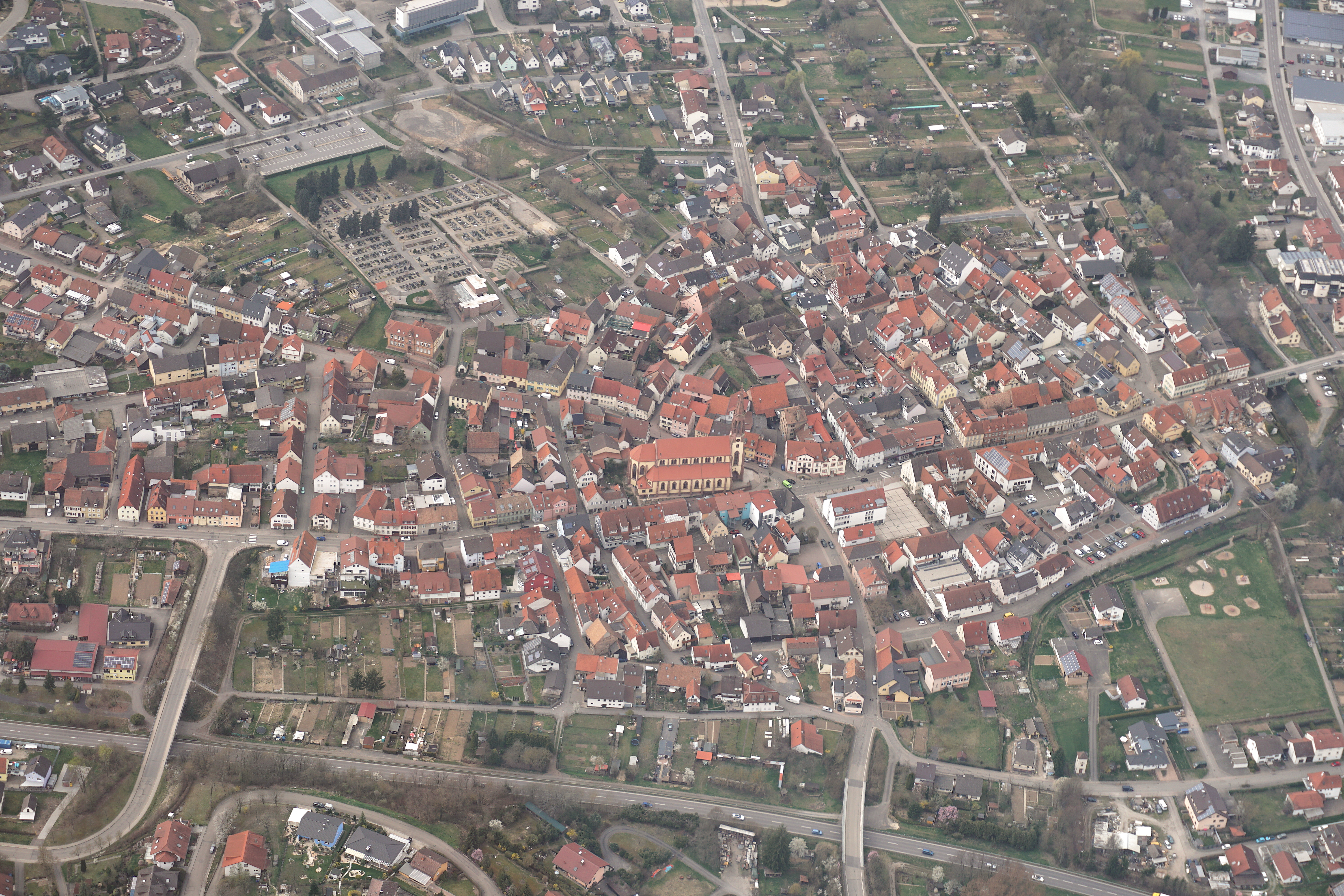
Zentrum von Waibstadt

Waibstadt (kurpfälzisch: Waibschd) ist eine Stadt mit etwa 5700 Einwohnern im Rhein-Neckar-Kreis in Baden-Württemberg. Sie gehört zur europäischen Metropolregion Rhein-Neckar. Die Stadt ist Mitglied und Sitz des Gemeindeverwaltungsverband Waibstadt. Des Weiteren gehört die Stadt der Tourismusregion Brunnenregion an.

## Geographie

### Lage und Naturraum
Waibstadt liegt im Schwarzbachtal im nördlichen Kraichgau, etwa 20 km südöstlich von Heidelberg und etwa 6 Kilometer nördlich von Sinsheim.
Die durchschnittliche Höhe beträgt 218 m ü. NHN. Mit 154 m ü. NHN liegt der tiefste Punkt der Stadt in der Gemarkung Schwarzspiegel entlang des Schwarzbaches. Mit einer Höhe von 308 m ü. NHN ist der höchste Punkt der Stadt entlang der Gemarkungsgrenze zu Sinsheim erreicht.
Die Gemarkung erstreckt sich über 2557 Hektar. Davon sind 15,1 Prozent Siedlungs- und Verkehrsfläche, 54,1 Prozent werden landwirtschaftlich genutzt und 29,6 Prozent sind bewaldet.
Die 40 Hektar große „Waibstädter Schwarzbachaue“ steht als natürliche Talaue mit Feuchtbiotopen und Wiesenflächen sowie einer Orchideenwiese, die fünf Arten der in Deutschland vorkommenden Orchideen aufweist, unter Naturschutz. Das Zwärenbrüchle in Daisbach ist als flächenhaftes Naturdenkmal eingestuft. Des Weiteren hat Waibstadt Anteil an den Landschaftsschutzgebieten Neckarbischofsheimer Höhen, einer typischen Landschaft des Kraichgau-Hügellandes, und Elsenztal, die zum Naturpark Neckartal-Odenwald gehören.

### Nachbargemeinden
Die Stadt grenzt im Nordwesten an Neidenstein, im Nordosten an Helmstadt-Bargen, im Osten an die Stadt Neckarbischofsheim, im Süden an die Stadt Sinsheim und im Westen an Zuzenhausen und Eschelbronn.

### Stadtgliederung
Die Stadt Waibstadt besteht aus den beiden Stadtteilen Daisbach und Waibstadt. Die Stadtteile sind räumlich identisch mit den früheren Gemeinden gleichen Namens.
Zum Stadtteil Daisbach gehört das Gehöft Ursenbacherhof (früher Bleihof). Zum Stadtteil Waibstadt gehören die Siedlung Bernau und weitere Aussiedlerhöfe.

## Geschichte

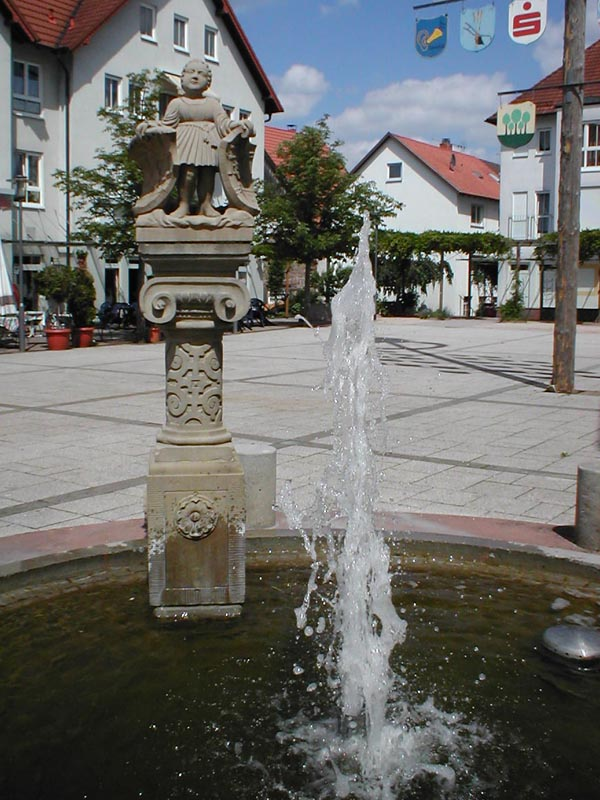
„Brunnenweible“, das Wahrzeichen des Ortes

### Bis zum 18. Jahrhundert

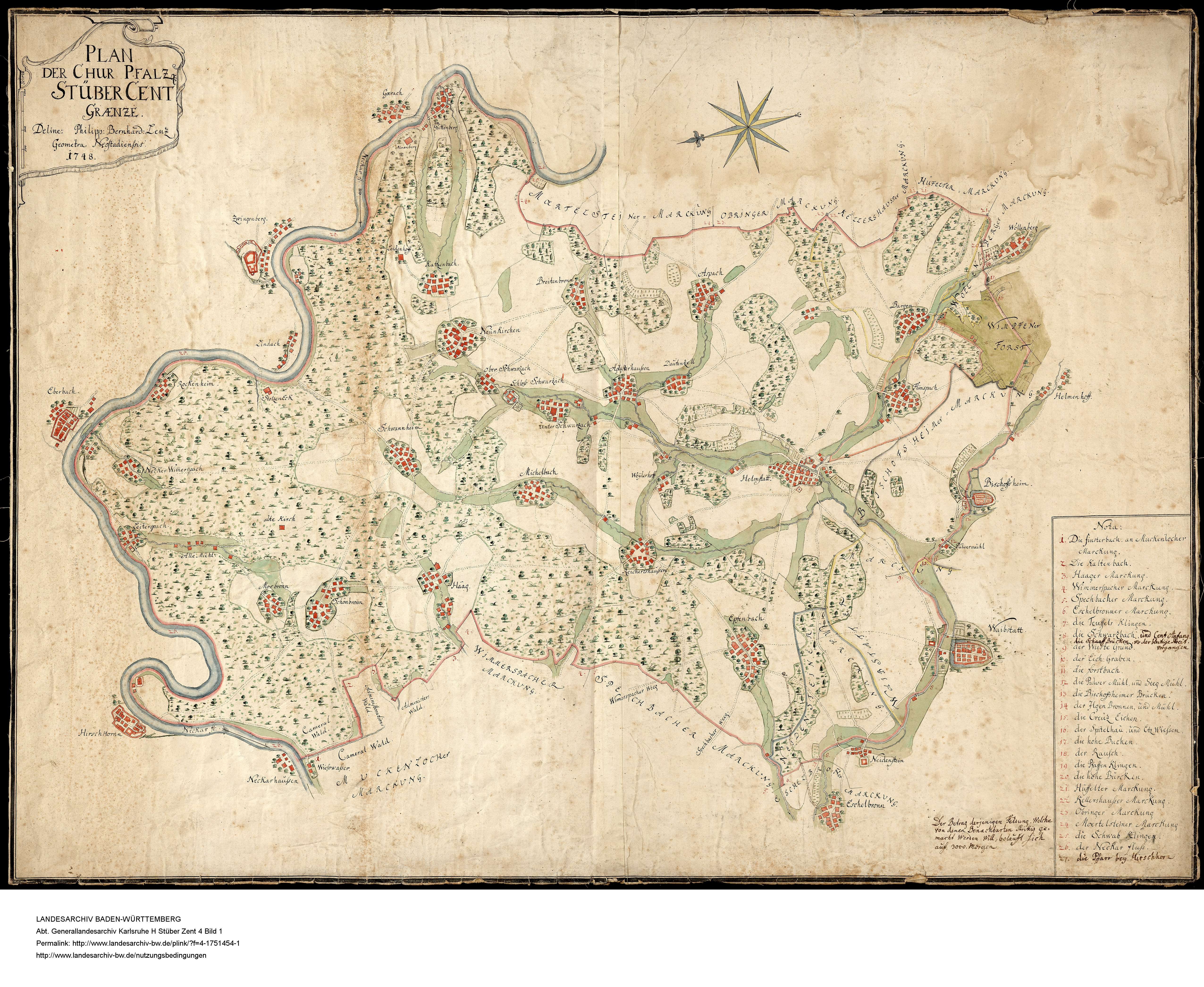
Waibstadt in einer Karte des Stüber Zent von 1748

Archäologische Funde und Befunde weisen darauf hin, dass es bereits in der Römerzeit auf der Gemarkung der Stadt eine Besiedlung gegeben hat. Hinweise liefern unter anderem ein im 17. Jahrhundert gefundener Votivstein, der bis 1882 als Weihwasserbecken in der katholische Stadtpfarrkirche diente und später in die großherzogliche Sammlung nach Karlsruhe gebracht wurde. 1988 wurde auf einem Feld ein großer Kellerraum entdeckt. Dieser gehörte vermutlich zu einer Villa-Rustica, die zusammen mit weiteren, in der näheren Umgebung gelegenen Gutshöfen landwirtschaftliche Produkte für die am weiter östlich verlaufenden Neckarlimes stationierten Auxiliartruppen erzeugte.
Die erste urkundliche Erwähnung als Weibestat erfolgte im Jahr 795 im Lorscher Codex. In der fränkischen Zeit wurde Waibstadt mit Wehrtürmen und einer Stadtmauer befestigt und um 1200 von den Staufern die Stadtrechte und in diesem Zusammenhang mit dem kaiserlichen Privileg ausgestattet den Status einer „Freien Reichsstadt“ verliehen. 1241 wurde Waibstadt im Reichssteuerverzeichnis als freie Reichsstadt erwähnt mit der Bemerkung „Weibestat combusta est“ (Waibstadt ist verbrannt). Die Stadt und alle Dokumente wurden durch diesen schweren Brand vernichtet, worauf das Stadtrecht nach dem Vorbild von Wimpfen im Jahre 1347, auf Drängen des Fürstbischofs von Speyer Gerhard von Ehrenberg, von Kaiser Ludwig IV. bestätigt wurde und dieser den Fürstbischof als Schutzherrn der Stadt einsetzte.

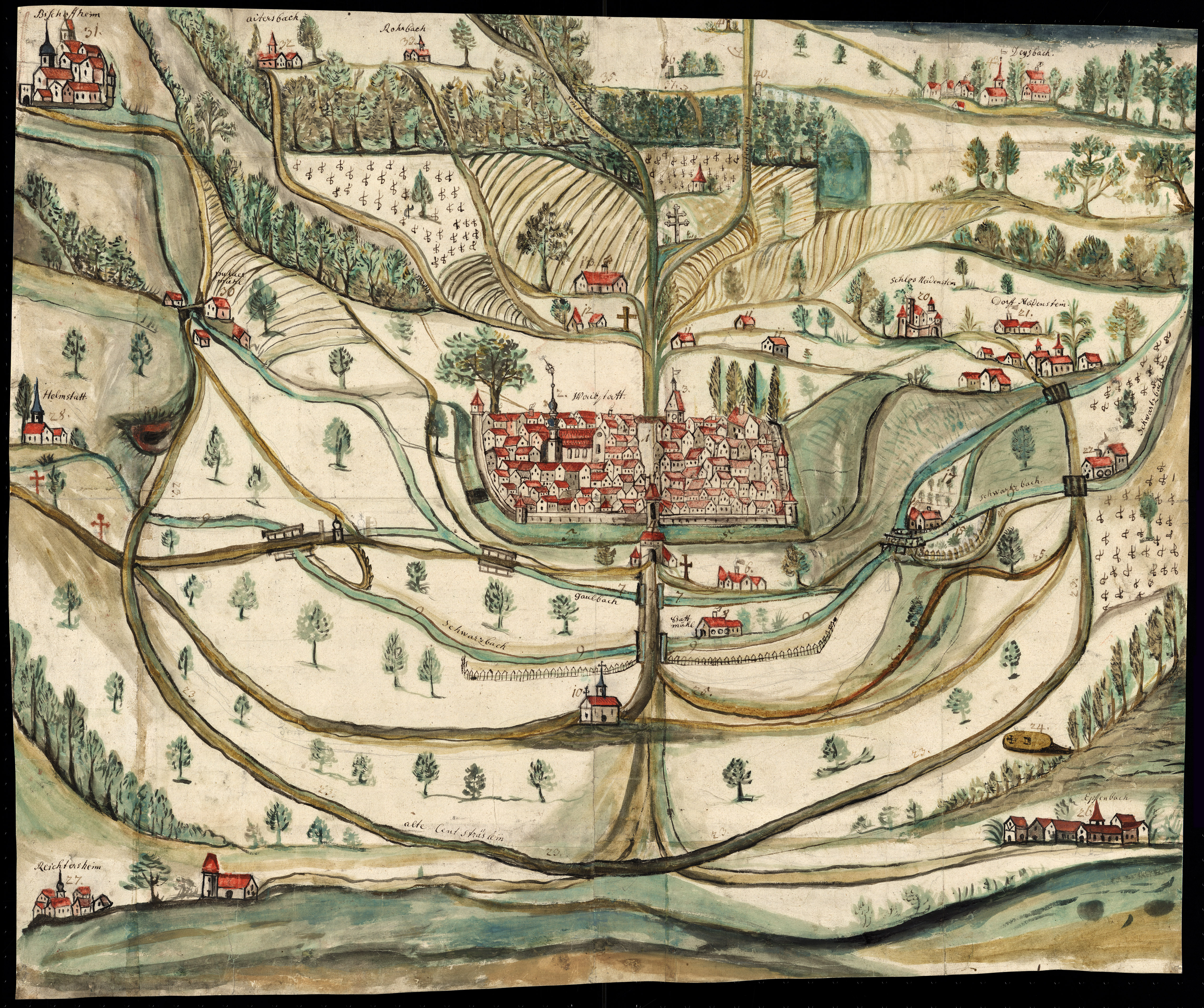
Stadtbild Waibstadt 1727

Die meiste Zeit seiner Geschichte war Waibstadt vom Kaiser verpfändet, zunächst an das Hochstift Speyer, dann an die Herren von Helmstatt und kurze Zeit an die Kurpfalz. In dieser Zeit entstanden einige Herrenhäuser, die heute noch erhalten und von privaten Eigentümern bewohnt sind. Ab dem 17. Jahrhundert lag das Pfand wieder bei Speyer. 1608 erwarben die Freiherren von Degenfeld ein freiadliges Gut in Waibstadt. Der dreistöckige, verputzte Barockbau mit Türmchen ist unter dem Namen "Degenfeldsches Schlössle' bekannt.
Während des Dreißigjährigen Kriegs schlug im Jahr 1622 Johann T'Serclaes von Tilly als oberster Heerführer der katholischen Liga Aufgrund der strategisch guten Lage der Stadt, der üppigen Weinvorräte sowie der katholisch gebliebenen Bevölkerung in der calvinistisch gewordenen Kurpfalz, in Waibstadt sein Hauptquartier auf, um von dort die Belagerung und Eroberung Heidelbergs (Residenzstadt der Kurpfalz) vorzubereiten. Nach dem Westfälischen Frieden bemühte sich die Stadt wiederholt erfolglos, sich selbst auszulösen und wieder reichsunmittelbar zu werden. Der letzte Prozess wurde bis ins Jahr 1774 geführt.

### 19. und 20. Jahrhundert
Zum Teil im 17. Jahrhundert und endgültig im 19. Jahrhundert wurden die Stadtbefestigungen abgetragen. 1803 gelangte Waibstadt zu Baden und wurde 1807 Sitz eines eigenen Amtes. Bereits 1810 wurde das Oberamt Waibstadt wieder aufgelöst und die Stadt dem Bezirksamt Neckarbischofsheim zugeordnet. Ab 1857 gehörte Waibstadt zum Bezirksamt Sinsheim. Nach einer großen Brandkatastrophe 1889 besuchte Großherzog Friedrich I. die Stadt.
Während des Kulturkampfes war Waibstadt Ort einiger Auseinandersetzungen zwischen Politik und Kirche. Das nationalliberale Kabinett der badischen Landesregierung, vor allem aber Innenminister August Lamey, brachte einige kirchenfeindliche Reformen auf den Weg. Unter anderem wurde 1864 die kirchliche Schulaufsicht abgeschafft und 1867 ein staatliches Kulturexamen für angehende Pfarrer eingeführt. 1869/1870 folgte die Einführung der Zivilehe sowie 1876 die Simultanschule.
Im Zuge der Auflösung der kirchlichen Schulaufsicht beschloss die Erzdiözese Freiburg unter Erzbischof Hermann von Vicari „freie Konferenzen“ ihrer Geistlichen, um weitere Maßnahmen im Umgang mit den kirchenfeindlichen Reformen festzulegen. Die erste Konferenz überhaupt fand im August 1863 in Waibstadt statt.

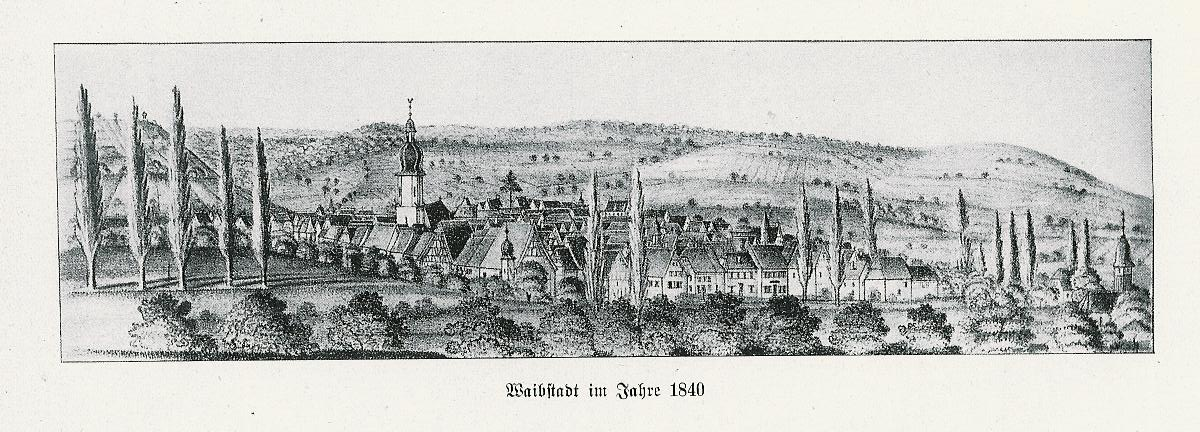
Stadtansicht aus dem Jahr 1840

Besonders unter Pfarrverweser Antonius Knörzer fand der Kulturkampf in Waibstadt seinen Höhepunkt. So wurde Knörzer angeblich von Bistumsverweser Lothar von Kübel als „Perle in meinem Sprengel“ betitelt. Durch seine scharfsinnigen Predigten und Aktionen gegen den nationalliberalen Bürgermeister Carl Ludwig Völker eskalierte der Kulturkampf in Waibstadt völlig. Erst als Knörzers Nachfolger Wilhelm Seilnacht in Waibstadt Pfarrer wurde, beruhigte sich die Stimmung in Waibstadt wieder.
Während des 2. Weltkrieges wurde Waibstadt kaum angegriffen. Bei einem kleineren Fliegerangriff auf die Bahnlinie gingen die Fensterscheiben in der Marienkapelle zu Bruch. Die darin befindlichen Personen wurden nur leicht verletzt. Bis auf wenige Angriffe auf die Bahnlinie blieb die Stadt dank dem damaligen Bürgermeister Anton Hofherr unversehrt und ohne größere Schäden. Hofherr fingierte in den letzten Kriegstagen einen Funkspruch, der die in Waibstadt stationierten Wehrmachtseinheiten auffordert, sich bei Neckarelz zu sammeln. Ohne den Funkspruch zu überprüfen, zogen die Truppen bis zum Ostermontag 1945 ab. Daraufhin ließ er den weit sichtbaren Kirchturm und die Häuser im Stadtgebiet mit weißen Fahnen beflaggen und übergab die Stadt den aus Epfenbach anrückenden amerikanischen Truppen.

### Schreckensherrschaft der „Mori-Bande“
Kurz nach Ende des Zweiten Weltkrieges in Waibstadt kam am 5. April 1945 Maurice Thomas (genannt Mori) mit seiner Bande, bestehend aus Polen, Tschechen und Russen, in Waibstadt an. Er fuhr mit einer schwarzen Limousine vor, beflaggt mit französischer Flagge und stellte sich als Lagerkommandant für die hier lebenden Ausländer vor. Infolge der zügigen Absetzung des amtierenden Bürgermeisters Anton Hofherr durch die US-Militärregierung und die Einsetzung des von Mori beeinflussten Lumpensammlers und Analphabeten Josef Fehl konnte Mori schnell in Waibstadt und Umgebung eine Schreckensherrschaft etablieren. Josef Fehl wurde am 5. September 1898 in Obergimpern geboren und war ab 1931 in Waibstadt gemeldet. 1932 wanderte er nach Chicago aus, saß dort im Gefängnis und wurde 1936 abgeschoben. Ab 1937 war er wieder in Waibstadt gemeldet. Durch seinen Aufenthalt in den USA besaß er einen Stempel mit der amerikanischen Staatsbürgerschaft. Deshalb wurde er von der US-Militärregierung als Bürgermeister akzeptiert.
Die Hauseigentümer wurden von der Mori-Bande aus ihren Häusern mit Gewalt vertrieben und bei Widerstand von seinen Schlägern verprügelt. Wer erneut Widerstand leistete, wurde verhaftet und in seinem „privaten Konzentrationslager“, in einer von ihm besetzten Villa in der Amalienstraße gefoltert.
Am 21. April 1945 wurde der Schulrat Otto Werner aus Daisbach entführt. Augenzeugen berichteten, dass er im Garten der Villa ein Loch ausheben musste. Danach hörten sie drei dumpfe Schläge und ein Stöhnen. Nach der Exhumierung war zu erkennen, dass der Mann lebend begraben wurde.
Wenige Tage später sollen Mori und seine Bande den Bürgermeister von Eschelbronn Georg Armleder mit vorgehaltener Pistole aus dem Rathaus entführt und ihm den Schädel eingeschlagen haben. Seine Leiche wurde ein Jahr später in Neckargemünd gefunden. Hinzu kommen unzählige Gräueltaten, wie das Auspeitschen von Männern vor der anwesenden Familie, oder Folter, die jeden willkürlich treffen konnte.
Auf Druck des damaligen Waibstadter Stadtpfarrers Maier wurde die Schreckensherrschaft am 25. April 1945 durch die US-Militärregierung beendet. Ein Großaufgebot von bewaffneten US-Soldaten umstellte die Stadt. Mori und seine Bande wurden verhaftet und in das Militärgefängnis Heidelberg gebracht. Bürgermeister Fehl wurde des Amtes enthoben und wegen Amtsmissbrauchs in Heidelberg inhaftiert.
Fünf Monate nach der Verhaftung von Mori wurde in Hilsbach eine fünfköpfige Familie „nach Mori-Handschrift“ ermordet. Unsicherheit und Angst breitete sich in der Bevölkerung aus. Jedoch versicherten die Amerikaner, dass Mori tot sei. Er sei auf der Flucht beim Grenzübertritt nach Frankreich erschossen worden. Es gibt Vermutungen, dass dem nicht so war, denn die kanadische Botschaft in Köln bestätigte, dass Mori in Kanada wegen eines dort begangenen Totschlags im Jahr 1952 zu 20 Jahren Gefängnis verurteilt wurde.

Jahre später konnte die Identität des Mori geklärt werden. Es handelte sich um einen SS-Mann, der bereits 1943 vom deutschen Kriegsgericht zu einer KZ-Strafe im Lager Mosbach verurteilt worden war. 1944 war er aus dem KZ in Mosbach verschwunden und wurde von der Gestapo gesucht. Nach seiner Flucht lebte er zwei Jahre in einem stillgelegten Steinbruch in Helmhof und wurde dort von Josef Fehl mit Lebensmitteln versorgt.

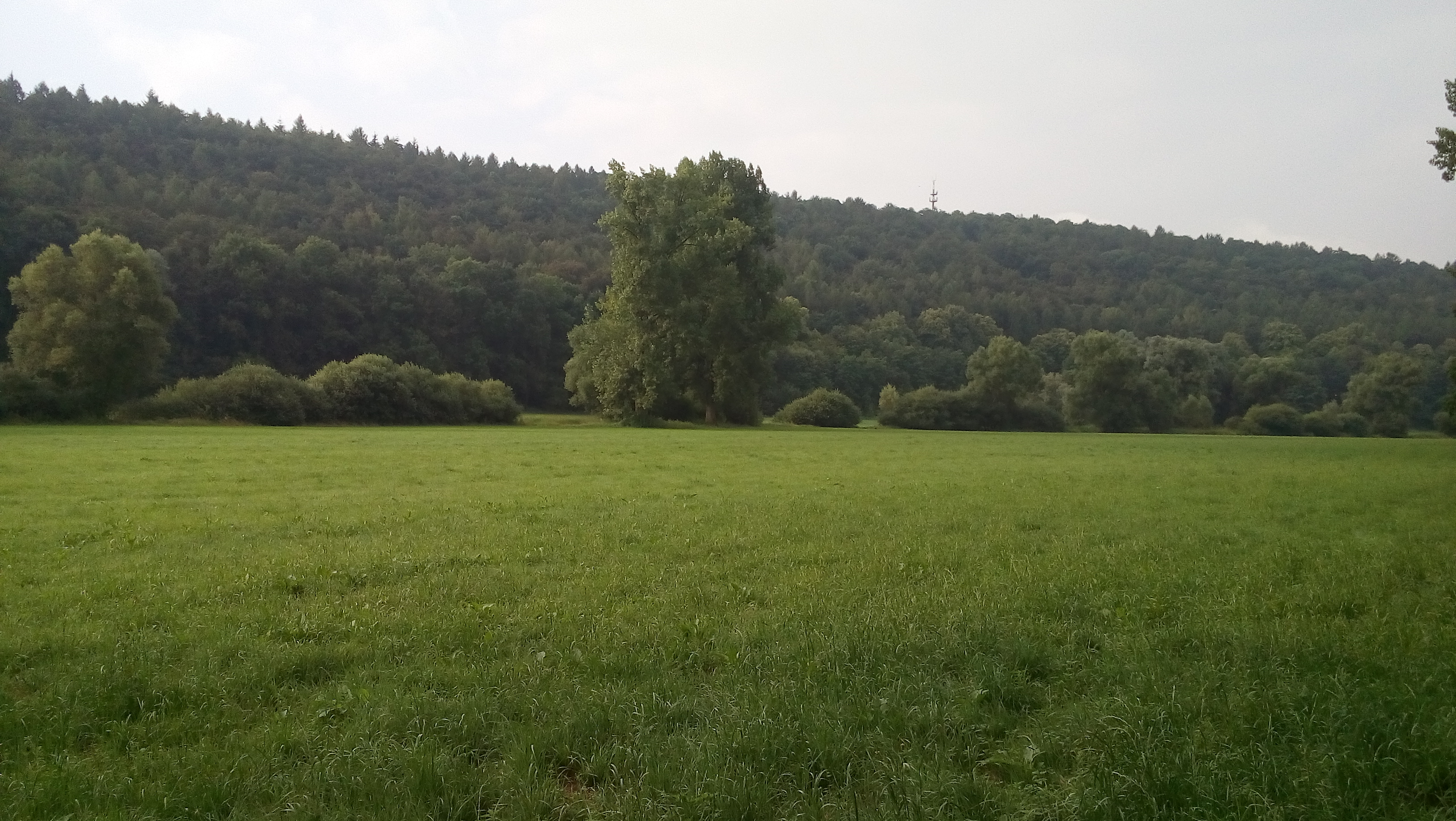
Schwarzbachaue (Im Hintergrund der Mühlbergwald)

### Seit der Gründung der Bundesrepublik Deutschland
1950 wurden die Stadtrechte formell erneut verliehen. Am 1. Juli 1971 wurde Daisbach eingemeindet. Im Zuge der baden-württembergischen Kreisreform wurden 1973 der Landkreis Sinsheim aufgelöst und die Stadt dem neugebildeten Rhein-Neckar-Kreis angegliedert. 1975 wurde der Gemeindeverwaltungsverband Waibstadt gegründet. Das Wachstum der Stadt war begleitet von Infrastrukturmaßnahmen wie dem Bau der Realschule, einer Sport- und Schwimmhalle und der Erweiterung der Stadthalle. 1987 wurden erstmals mehr als 5000 Einwohner in Waibstadt gezählt.

### Einwohnerentwicklung
Die nachfolgende Auflistung fasst die Einwohner auf dem heutigen Gebietsstand zusammen und basiert auf den Volkszählungsergebnissen bzw. deren amtlichen Fortschreibungen.

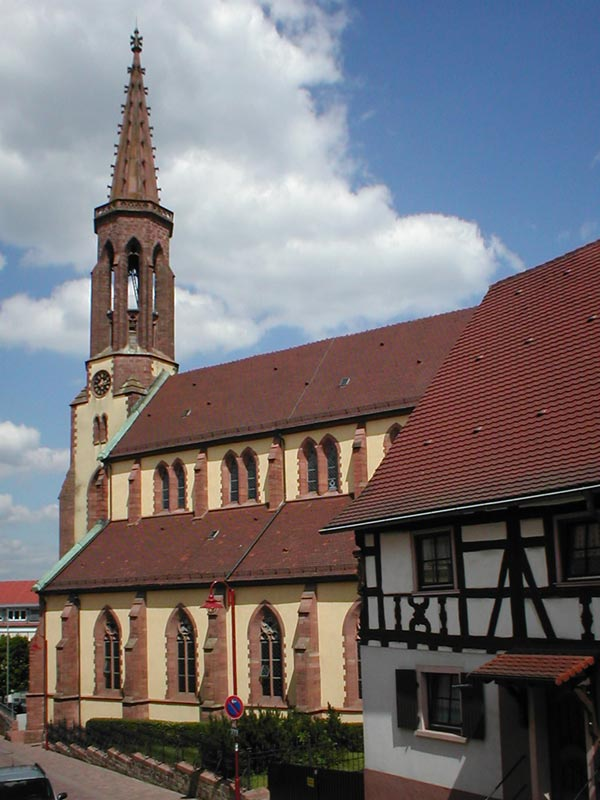
Katholische Pfarrkirche Unserer lieben Frau

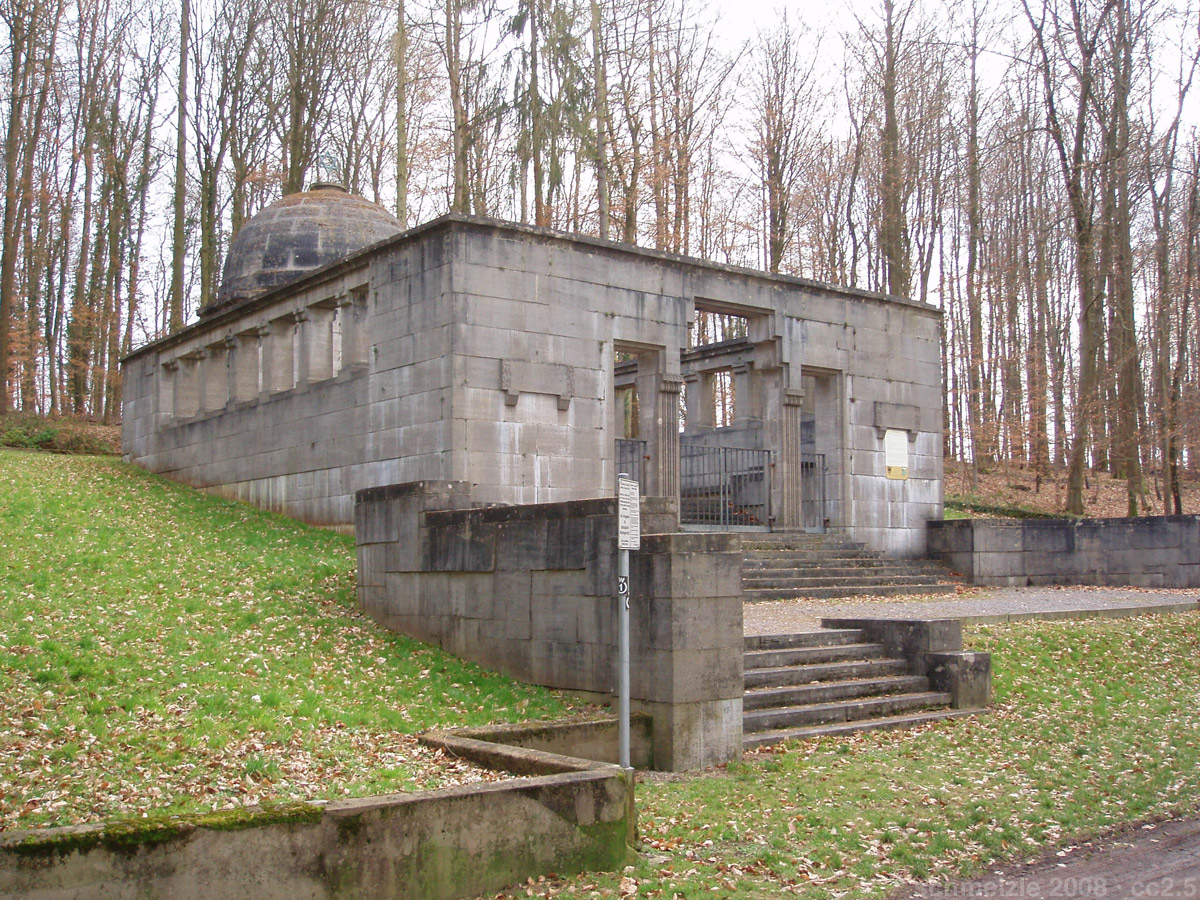
Mausoleum Hermann Weil beim jüdischen Friedhof

| Jahr      | 1871 | 1910 | 1939 | 1950 | 1961 | 1970 | 1980 | 1990 | 1995 | 2001 | 2005 | 2010 | 2015 | 2020 |
| --------- | ---- | ---- | ---- | ---- | ---- | ---- | ---- | ---- | ---- | ---- | ---- | ---- | ---- | ---- |
| Einwohner | 2563 | 2554 | 2402 | 4002 | 3899 | 4696 | 4840 | 5268 | 5600 | 5751 | 5736 | 5723 | 5735 | 5644 |

## Religionen
Entsprechend der Zugehörigkeit zu Speyer war die überwiegende Mehrheit lange katholisch. 1933 stellten die Katholiken 91,7 Prozent der Einwohner. Zeugnis geben bis heute die vielen Feldkreuze und Marienstöcke, die sowohl im als auch außerhalb des Stadtgebietes errichtet wurden. Heute gehört die katholische Pfarrgemeinde zum Dekanat Kraichgau des Erzbistums Freiburg. Die 1920 offiziell errichtete evangelische Kirchengemeinde gehört zum Kirchenbezirk Kraichgau der Evangelischen Landeskirche in Baden. Sie zählt daher zu den jüngsten Kirchengemeinden der Evangelischen Kirche im Kraichgau.

Feld- und Wegkreuze
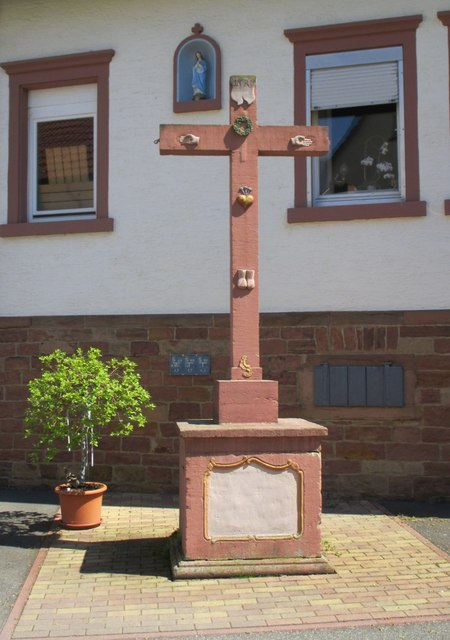
Wegkreuz Waibachstraße
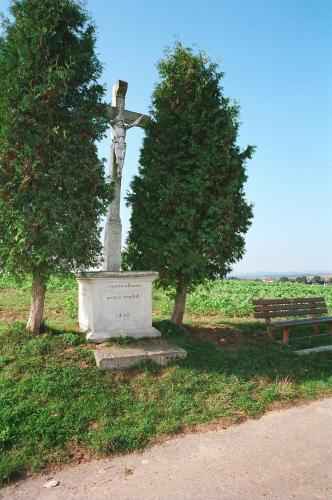
Feldkreuz von 1803 am Rohrbacher Weg
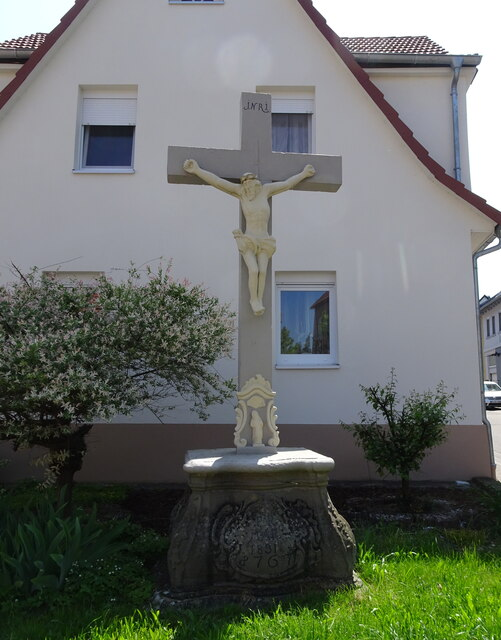
Wegkreuz von 1831 an der Alten Sinsheimer Straße
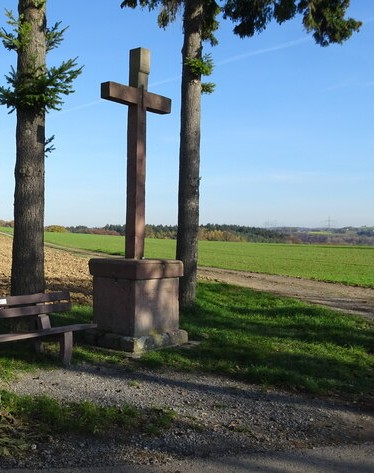
Feldkreuz von 1847 am Stadtackerkopf
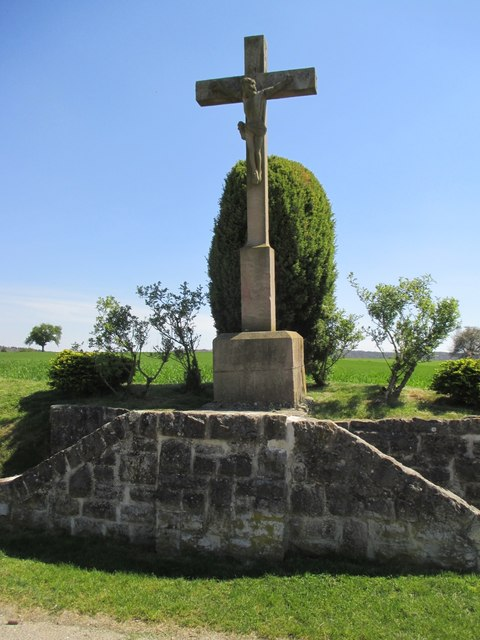
Feldkreuz von 1741 am Hoffenheimer Weg
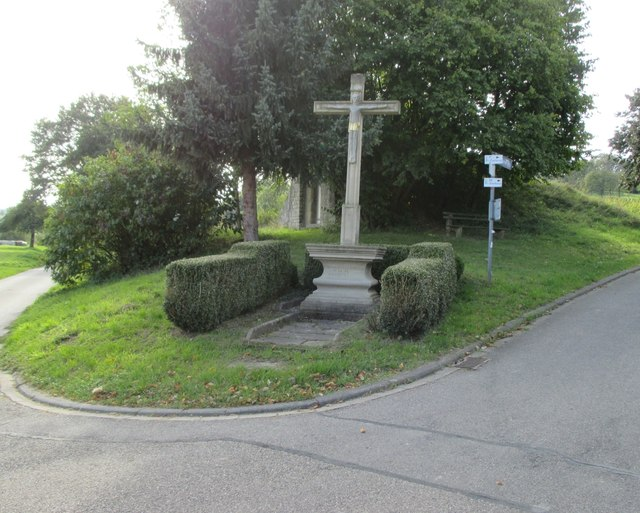
Feldkreuz von 1747 an der Alten Sinsheimer Straße
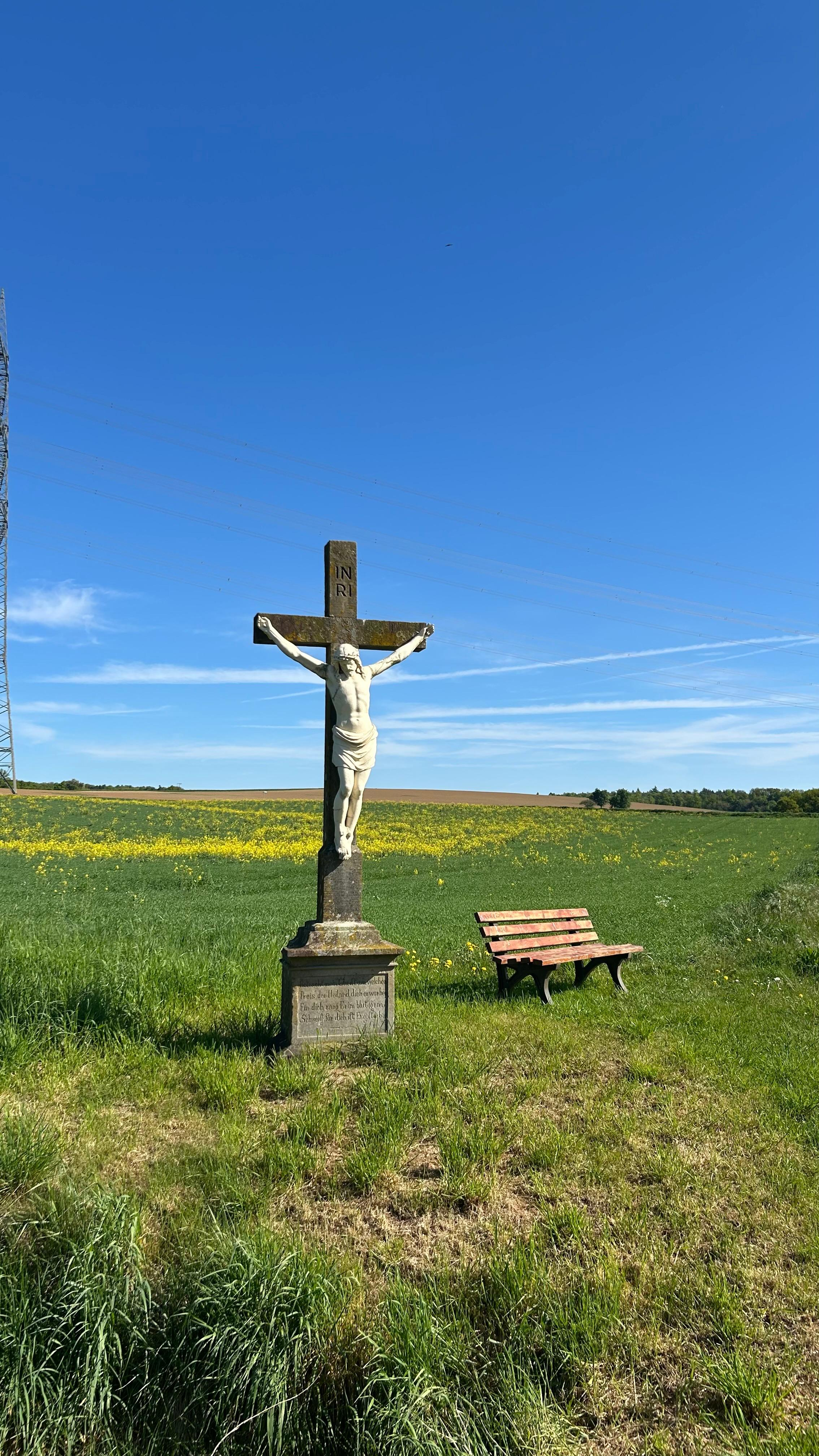
Feldkreuz im Gewann Halbmorgen
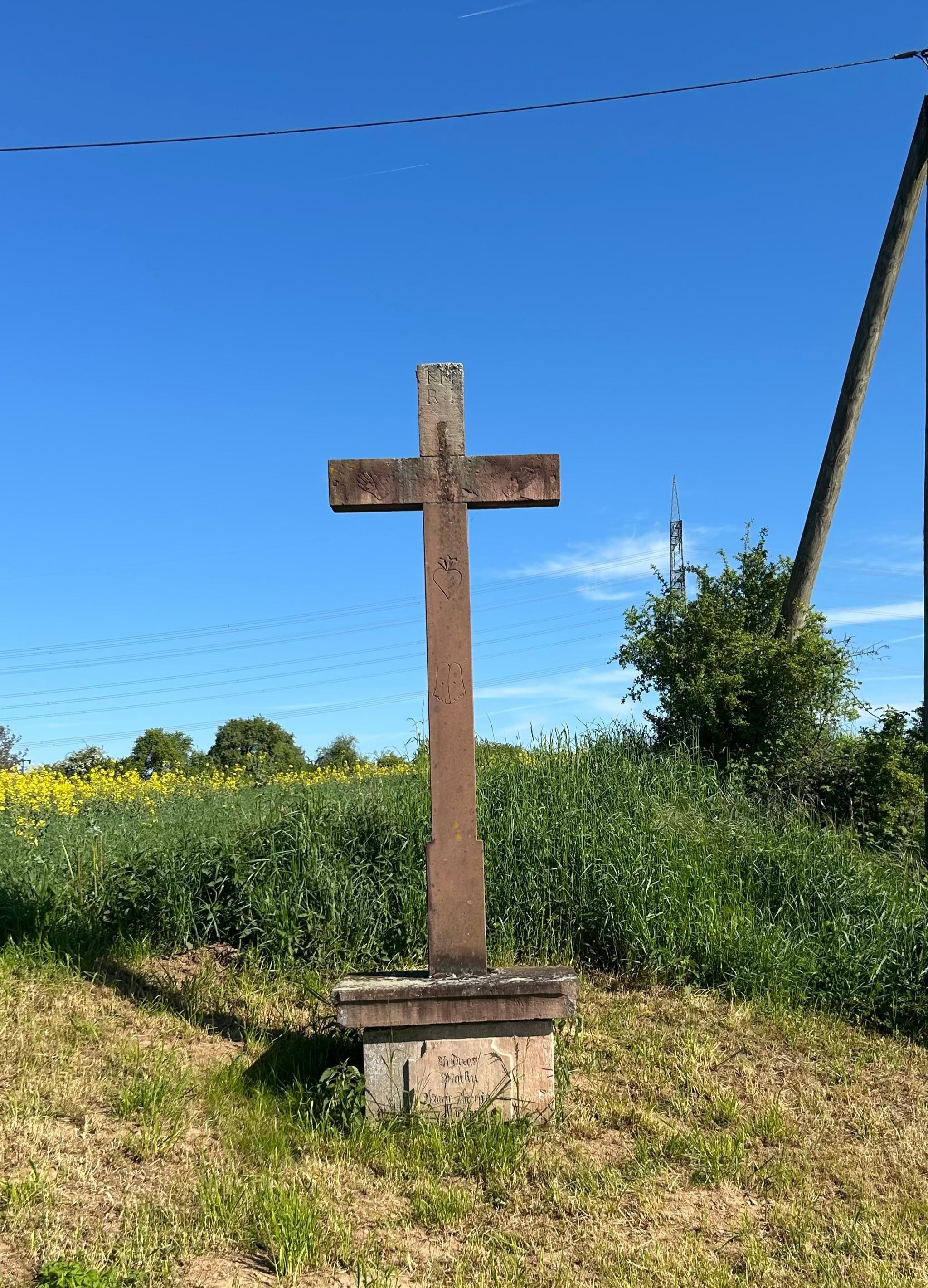
Feldkreuz von 1777 an der Epfenbacher Höhe
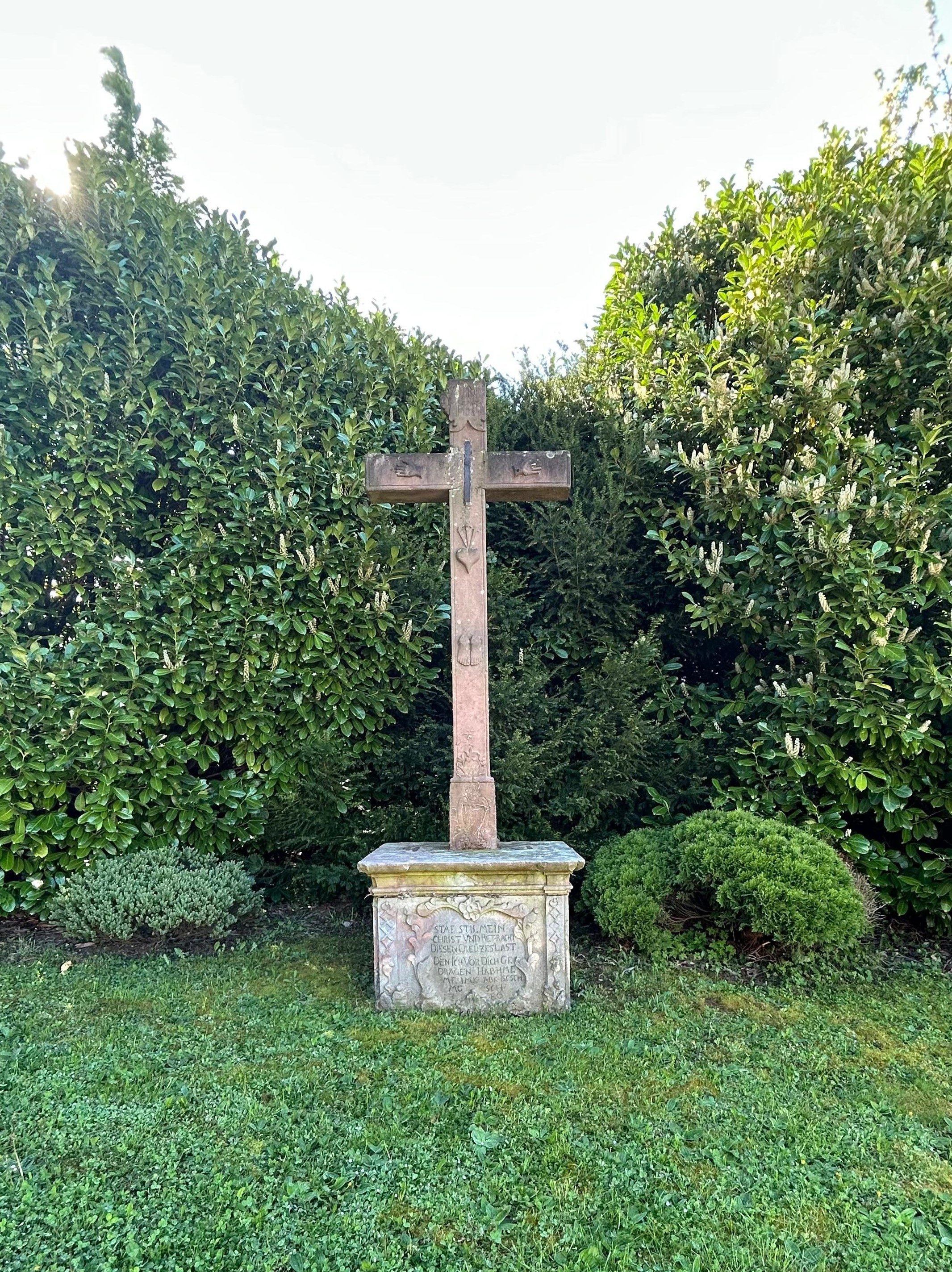
Wegkreuz von 1786 Ortsausgang Richtung Epfenbach
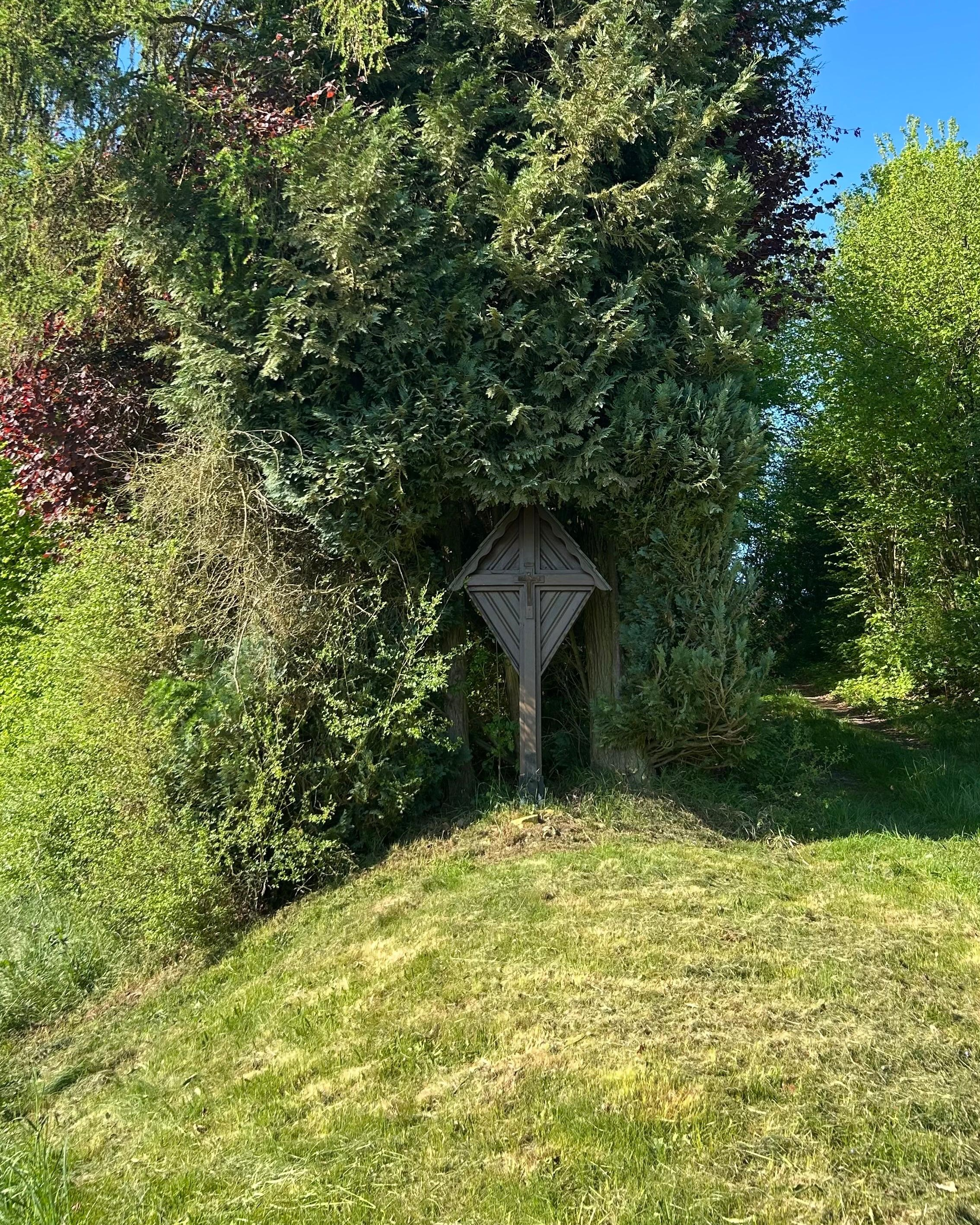
Feldkreuz an der erweiterten Alten Sinsheimer Straße
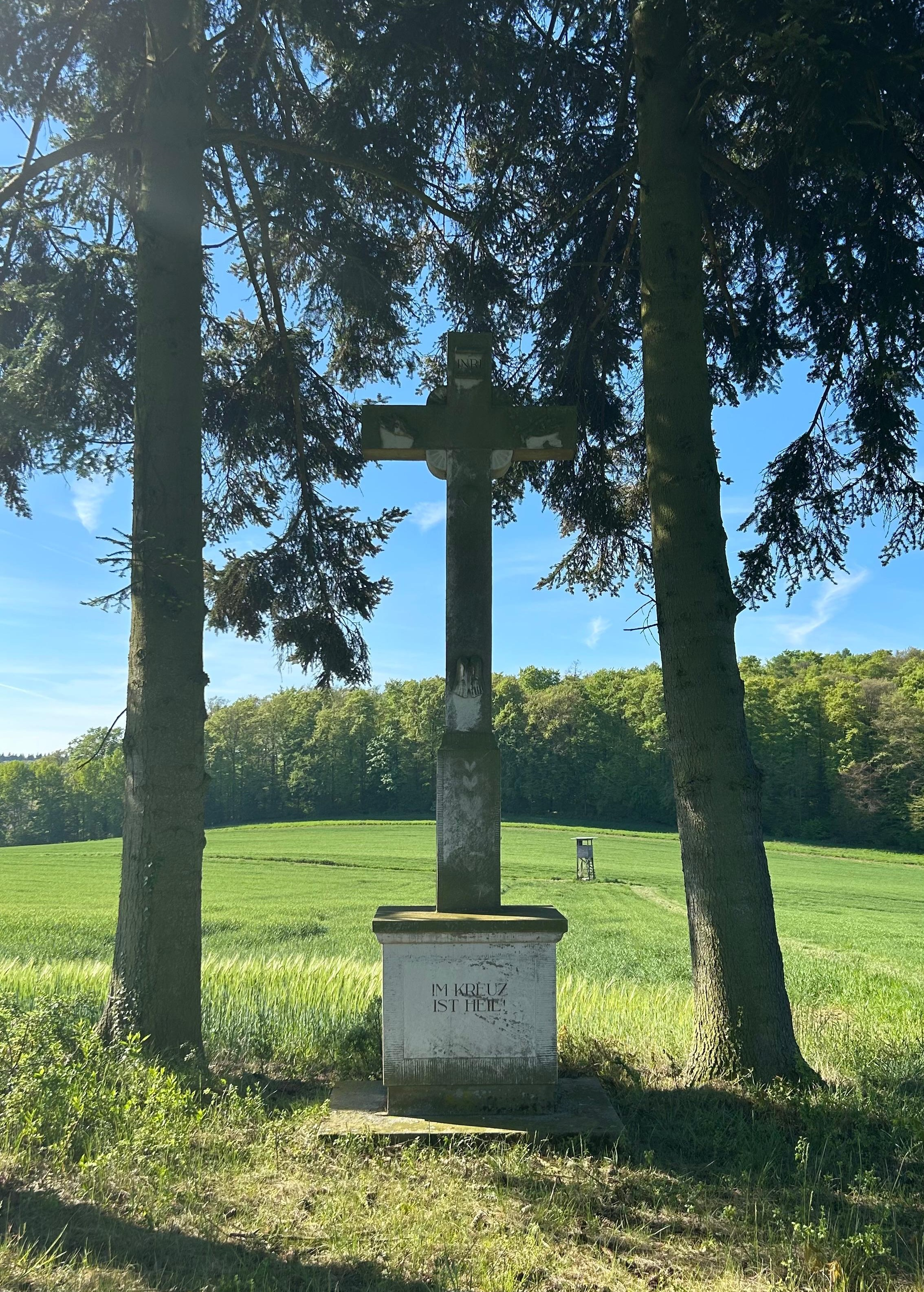
Feldkreuz von 1953 im Gewann „Gränzel“
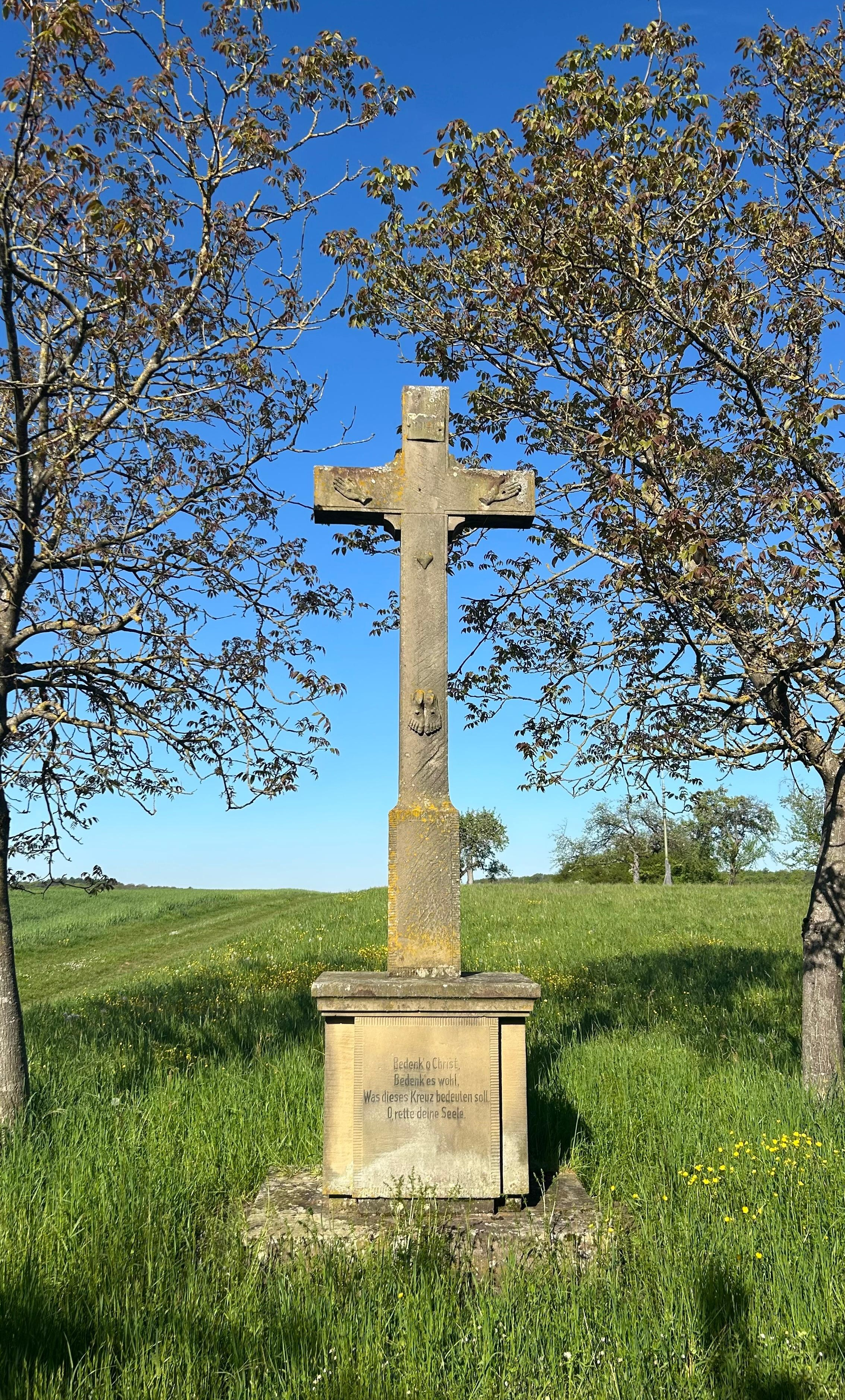
Feldkreuz von 1951 auf dem Daisbacher Berg Gewann „Rainberg“

Juden lebten vereinzelt bereits seit dem Mittelalter in Waibstadt. Der 233,32 Ar große jüdische Friedhof wurde nach dem Dreißigjährigen Krieg errichtet und zählt mit bekannten 2556 Grabsteinen zu den größten jüdischen Friedhöfen Badens. Bis 1860 war der Friedhof für 80 jüdische Gemeinden zuständig. Der Höchststand der jüdischen Bevölkerung in Waibstadt wurde 1884 mit 67 jüdischen Einwohnern erreicht. Anschließend setzte eine starke Abwanderung ein. Die 1847 erbaute Synagoge wurde 1925 das letzte Mal genutzt und 1938 an einen Privatmann verkauft, wodurch sie den Zerstörungen der Novemberpogrome 1938 entging. Das Gebäude wurde zunächst als Tabakschuppen, später als Lagerraum verwendet. 1977 wurde das Gebäude wegen Baufälligkeit abgebrochen. Heute dient das Grundstück als unbebauter Abstellplatz. Ein Gedenkstein ist nicht vorhanden.
Bei den Deportationen in der NS-Zeit kamen von den 1933 hier wohnenden acht Juden mindestens drei ums Leben. Der Künstler Gunter Demnig verlegte 2012 insgesamt sieben Stolpersteine vor den Wohnhäusern der verschleppten jüdischen Bevölkerung. Seit 2010 erinnert ein Mahnmal auf dem Marktplatz an die Deportation in das Konzentrationslager Gurs. Das Mahnmal ist Teil der zentralen Gedenkstätte zur Erinnerung an die deportierten badischen Juden in Neckarzimmern.

## Politik

### Gemeinderat
Der Gemeinderat besteht aus 14 Mitgliedern und wird alle fünf Jahre direkt gewählt. Dabei garantiert die Unechte Teilortswahl im Sinne der baden-württembergischen Gemeindeordnung, dass elf Räte vom Stadtteil Waibstadt und drei von Daisbach gestellt werden. Stimmberechtigter Vorsitzender des Gemeinderates ist der Bürgermeister. Darüber hinaus ist in Daisbach ein eigener Ortschaftsrat mit einem Ortsvorsteher als dessen Vorsitzendem eingerichtet.
Die Kommunalwahl 2024 führte zu folgendem Ergebnis (in Klammern: Unterschied zu 2019):
| Gemeinderat 2024                          | Gemeinderat 2024 | Gemeinderat 2024 | Gemeinderat 2024   | Gemeinderat 2024   |
| ----------------------------------------- | ---------------- | ---------------- | ------------------ | ------------------ |
| Partei Liste                              | Stimmenanteil    | Sitze            | Stimmenanteil 2019 | Stimmenanteil 2014 |
| CDU und Bürger für Waibstadt und Daisbach | 41,05 % (−4,75)  | 6 (0)            | 45,85 %            | 48,1 %             |
| Freie Wählergemeinschaft Waibstadt        | 25,62 % (+25,62) | 4 (+4)           | keine Liste        | keine Liste        |
| Bündnis 90/Die Grünen                     | 12,07 % (+12,07) | 2 (+2)           | keine Liste        | keine Liste        |
| SPD                                       | 10,97 % (−2,03)  | 1 (−1)           | 13,02 %            | 15,80 %            |
| Waibstadter Wählergemeinschaft            | 10,28 % (−30,82) | 1 (−5)           | 41,14 %            | 36,20 %            |

### Bürgermeister
Der Bürgermeister wird für acht Jahre direkt gewählt. Bürgermeister ist seit dem 1. August 2025 Boris Schmitt.
Bisherige Gemeindeoberhäupter:
| - 1867–1893: Carl Ludwig Völker - 1893–1899: Karl Wittmann - 1899–1926: August Wacker - 1926–1936: Karl Spiegel - 1936–1945: Eugen Laule - April 1945: Josef Fehl (kommissarisch) - Mai 1945-August 1945: Karl Burger (kommissarisch) | - 1945–1946: Eduard Spiegel - 1948–1958: Karl Spiegel - 1958–1978: Karl Eiermann - 1978–1985: Gerhard Epp - 1985–2009: Hans Wolfgang Riedel - 2009–2025: Joachim Locher - seit 2025: Boris Schmitt |

### Wappen
Die Blasonierung des Wappens lautet: In Gold ein rot bewehrter und rot bezungter schwarzer Adler. Das Wappen geht auf ein Siegel aus dem Jahr 1337 zurück. Es zeigt den für Reichsstädte üblichen Reichsadler. Die Flagge ist Schwarz-Gelb und wurde 1962 vom Innenministerium verliehen.

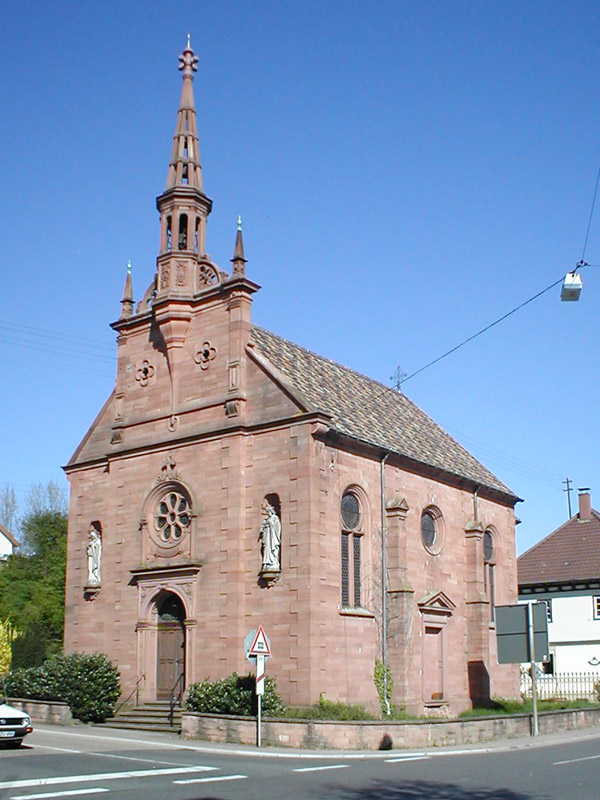
Marienkapelle

## Bauwerke

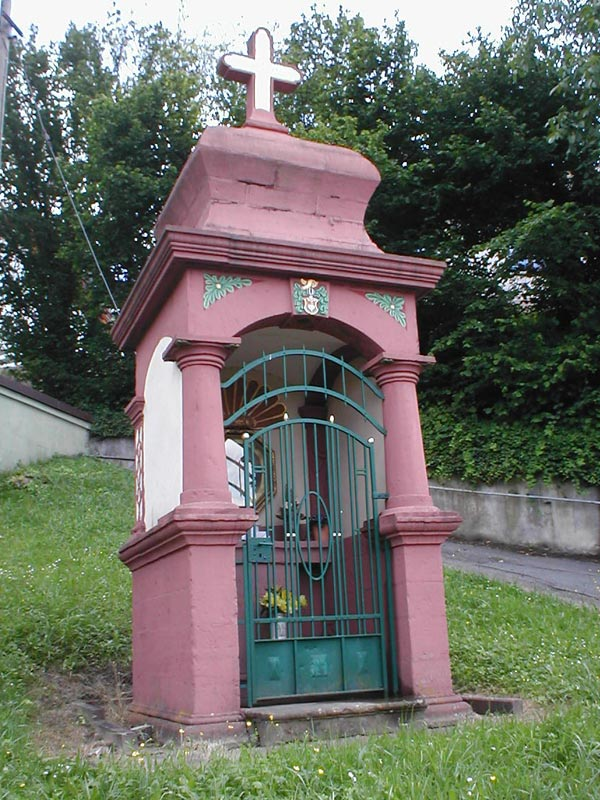
Mühlbergkapelle

Das Wahrzeichen des Ortes ist das „Brunnenweible“, eine nach dem Zweiten Weltkrieg rekonstruierte Brunnenfigur, die der Legende nach ein deutscher Kaiser im 12. Jahrhundert als Dank für ein geglücktes Versteck in Waibstadt gestiftet haben soll.

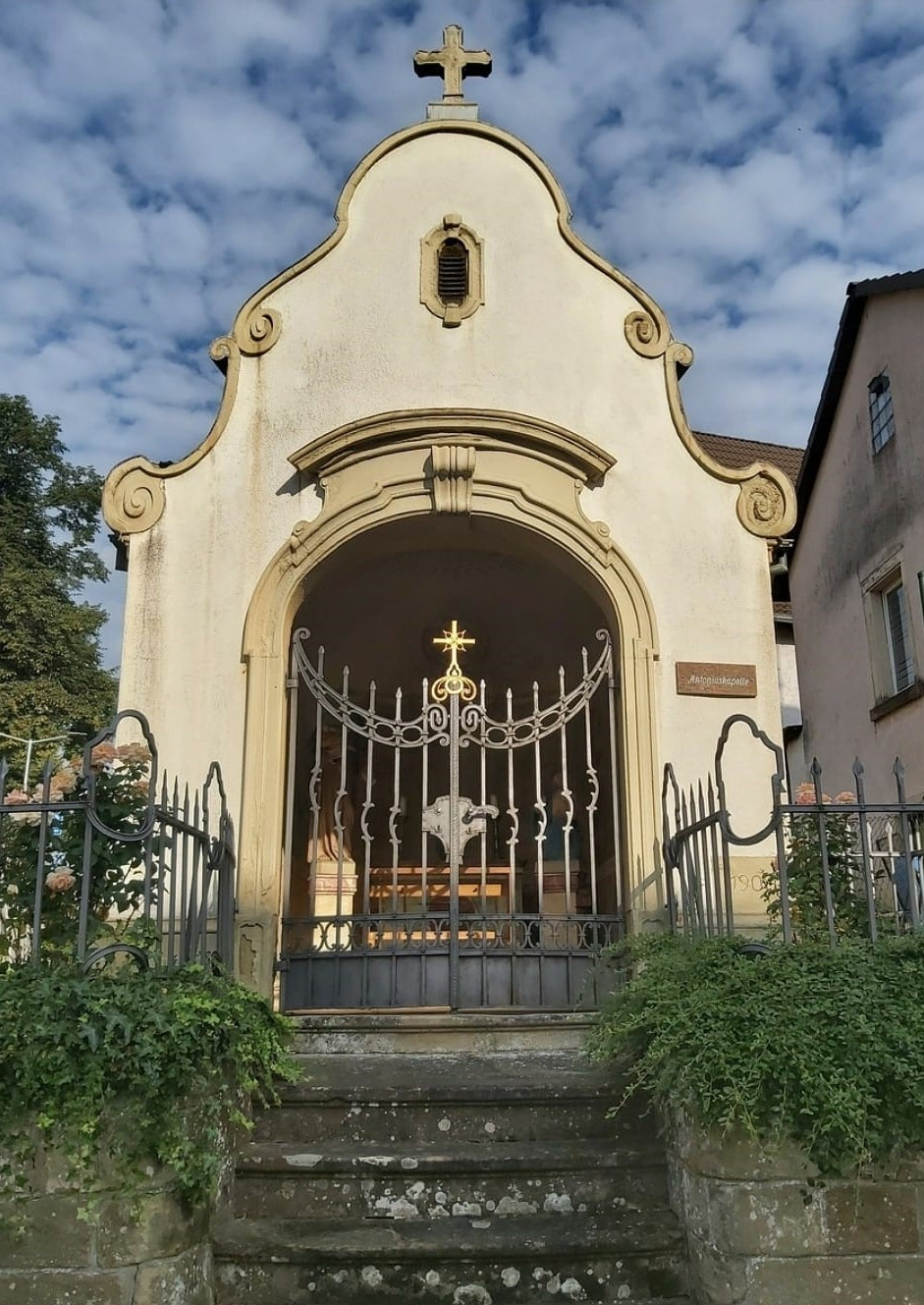
Antoniuskapelle in der Alten Sinsheimer Straße

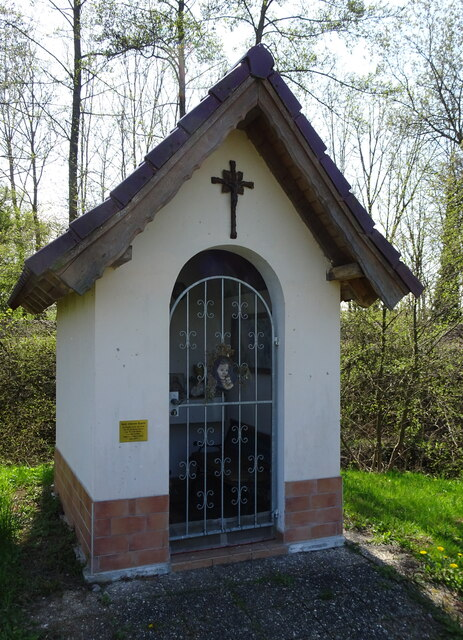
Die Johanneskapelle in Bernau

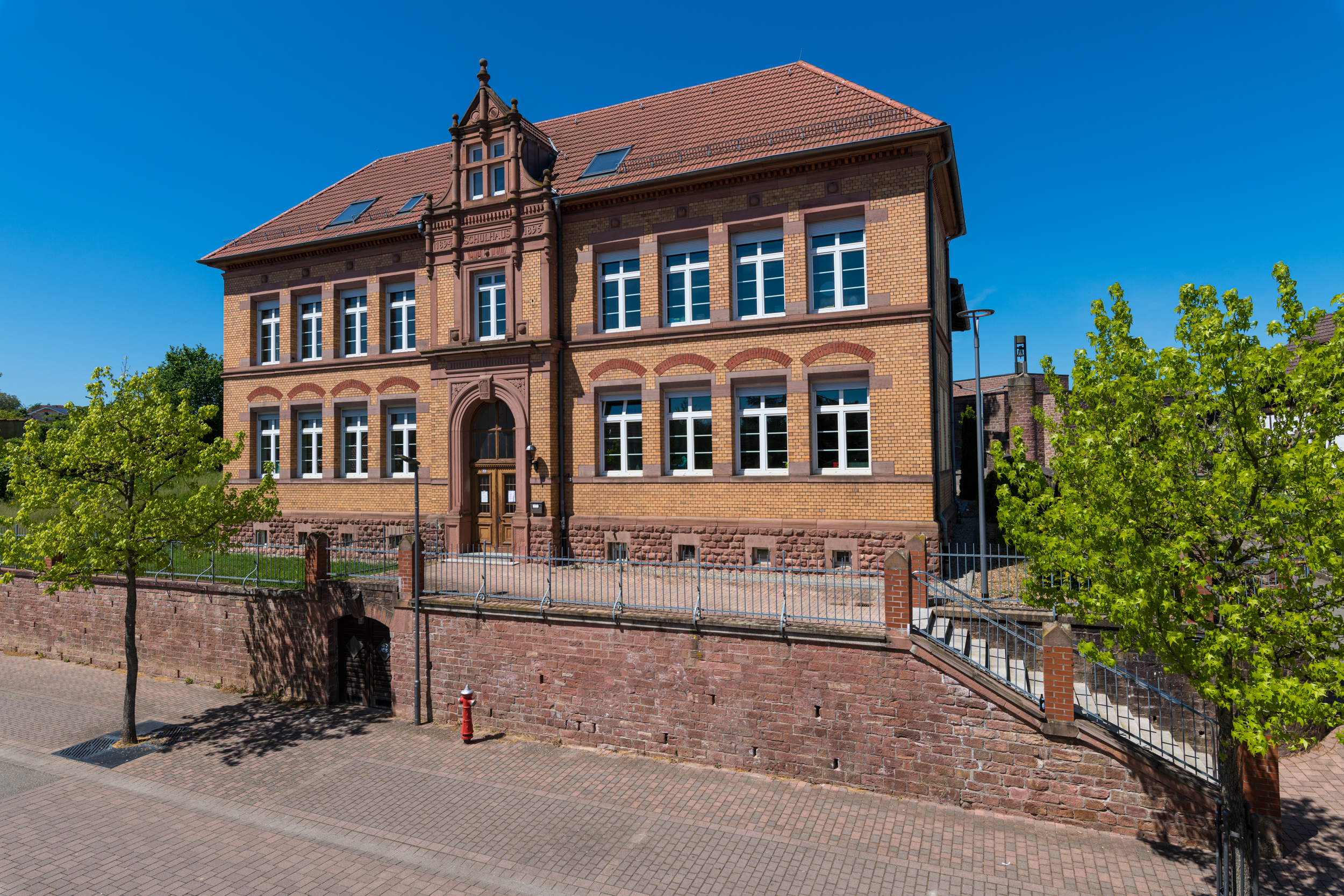
Ehemaliges Volksschulgebäude

Die neogotische katholische Stadtpfarrkirche Unserer lieben Frau aus dem Jahre 1868, deren Turm weit über den Altort ragt, gilt als das höchste Kirchengebäude im Kraichgau. Der 65 m hohe Turm ist aus für den vorderen Odenwald regionaltypischem rotem Sandstein. Das Zentrum der Kirche bilden die drei von Valentin Peter Feuerstein 1962 geschaffenen, vorherrschend in Rot- und Blautönen ausgeführten, Chorfenster. Der Frankfurter Bildhauer Franz Bernhard schuf 1958 die Kreuzwegszenen in Terrakotta aus rötlich gebranntem Ton als Halbrelieftafeln. Im Inneren der Kirche befindet sich des Weiteren eine historische Kanzel, die von den Grafen von Helmstatt gestiftet wurde.
Auch die Marienkapelle „Maria, Rosenkranzkönigin“ ist komplett aus rotem Sandstein erbaut. Bereits 1426 wird eine Kapelle „an der Steige“ in einer Stiftungsgründung eines Herren Gerung Utzlingers erwähnt. Auch das vom Wormser Bischof Johann XX. von Dalberg veranlasste Wormser Synodale von 1496 erwähnt die „Kapelle der Seligen Jungfrau Maria außerhalb der Stadtmauer in Richtung Epfenbach“ als Besitzung der Pfarrei in Waibstadt. Schon im späten Mittelalter genoss dieser Ort, als besonderer Gnadenort hohes Ansehen, sodass bis zu 1400 Wallfahrer aus dem Umland nach Waibstadt pilgerten. Belege aus jener Zeit, lassen darauf schließen, dass die Rosenkranzbruderschaft für die Betreuung der Kapelle verantwortlich war.
Während der kurpfälzischen Besatzung von 1609–1615 diente die Kapelle, da sie außerhalb der Stadtmauer lag, der katholisch gebliebenen Bevölkerung als Gotteshaus.
1884 wurde nach Plänen des gebürtigen Waibstädters und Architekten sowie Heidelberger Stadtbaumeisters Otto Ehrmann ein Neubau aus rotem Sandstein gebaut. Er entwarf auch das 1896 fertiggestellte Volksschulgebäude, das heute als Freizeitheim bekannt ist. Der Innenraum wurde üppig ausgemalt und zeigt u. a. 16 thematische Darstellungen Marias als „Rosenkranzkönigin“. Der Hochaltar, der das Rosenkranzwunder zeigt, ist wahrscheinlich frühbarock. Es liegt nahe, dass er bereits aus einer früheren Kirche stammt oder von einem gebürtigen ortsansässigen Kunstschreiner eigens gefertigt wurde.
Auf der Anhöhe hinter der Kapelle befindet sich noch die neugotische Evangelische Kirche von 1910. Bei einer Restaurierung 2010 wurde im Altarraum der blaue, mit goldenen Sternen geschmückte Himmel wieder freigelegt.
Die Künstlerin Marie Ellenrieder sollte für die katholische Stadtpfarrkirche ein „7 Schuh hohes und 4 ½ breites“ Marienbild anfertigen. Das Gemälde blieb jedoch unvollendet, da Marie Ellenrieder vor der Fertigstellung 1863 verstarb. Es gilt als eines ihrer letzten Werke. In der Marienkapelle erinnert eine kleine Replik an das unvollendete Kunstwerk. Das Originalgemälde mit dem Titel „Maria mit dem Jesuskind“ befindet sich in Konstanz in der städtischen Wesenberg-Galerie Konstanz.
Auf dem Mühlberg außerhalb der ehemaligen Stadtmauer steht seit 1745 die tabernakelartige, barocke und aus Sandstein gebaute „Mühlbergkapelle“. 1912 wurden die drei Seiten der ursprünglich offenen Kapelle zugemauert. Im Inneren der Kapelle befindet sich das Gnadenbild der Schönstattmadonna. Bis in die 1950er Jahre war in ihrem Inneren ein Gemälde des Ölberges. Die Kapelle sollte Teil eines Kreuzweges werden. Dieser wurde allerdings nicht vollendet. Man geht davon aus, dass die Kapelle der Nachfolgebau der ehemaligen St. Sebastianskapelle ist. Diese wurde bereits als Kapelle, die außerhalb der Stadtmauer an einem Hügel stehend, in der Wormser Synodale (1496) erwähnt. Im Stadtteil Bernau wurde 2007 eine Kapelle zum fünfzigjährigen Bestehen des Ortsteiles Bernau sowie zum Gedächtnis der Opfer der Jahrhunderthochwasser von 1993 und 1994 errichtet. Patron der Kapelle ist der Heilige Johannes der Täufer.
Neben dem 1896 errichteten ehemaligen Volksschulgebäude (Architekt war Otto Ehrmann), in dem sich heute die städtische Bücherei befindet, steht eine Kapelle, die dem heiligen Antonius von Padua geweiht ist. Bereits im 16. Jahrhundert wurde dort eine Kapelle errichtet. 1825 wurde der Vorgänger der heutigen Kapelle gebaut. An der gleichen Stelle standen vor dem Bau der Kapellen drei große Kreuze. Einer Legende nach wurden diese im Zuge der Reformation der Kurpfalz von Bürgern aus Sinsheim gestohlen, um die katholisch gebliebene Bevölkerung Waibstadt zur Reformation zu zwingen. Kurze Zeit nach der Entwendung der Kreuze zerstörte ein Brand Teile der Stadt Sinsheim. Die Bevölkerung führte dies auf das Entwenden der Kreuze zurück. Die Kreuze blieben allerdings verschollen.

1906 wurde die heutige Barock-, Gotik- und Neurenaissance-Elemente aufweisende Kapelle errichtet. Sie wird bei der jährlichen Fronleichnamsprozession als Altar für die zweite Station verwendet.

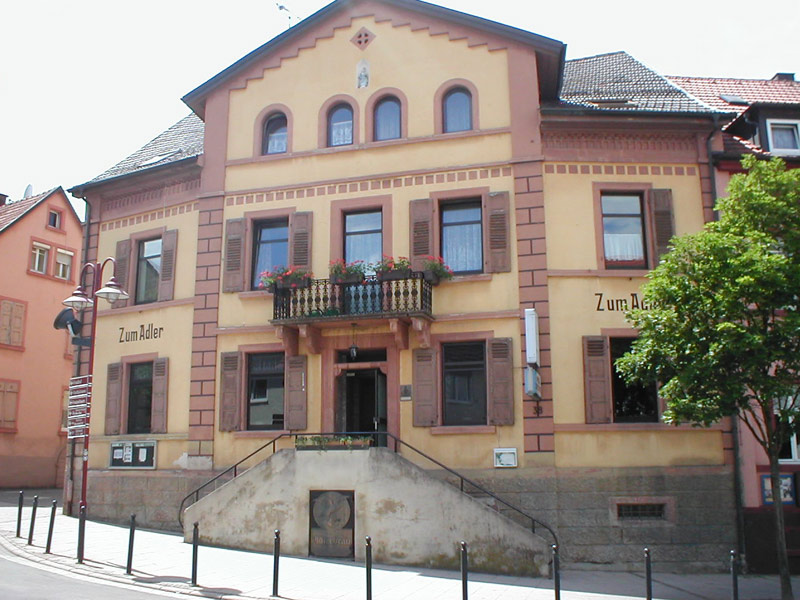
Gasthaus Adler

In der Ortsmitte befinden sich zahlreiche Fachwerkhäuser und historische Wirtschaftshöfe, neben bäuerlichen Anwesen auch Geschäftshäuser längs der Ortsstraße, wie die historische Brauerei und Gaststätte„Adler“ bei der Pfarrkirche und die ehemalige Conditorei von 1908.

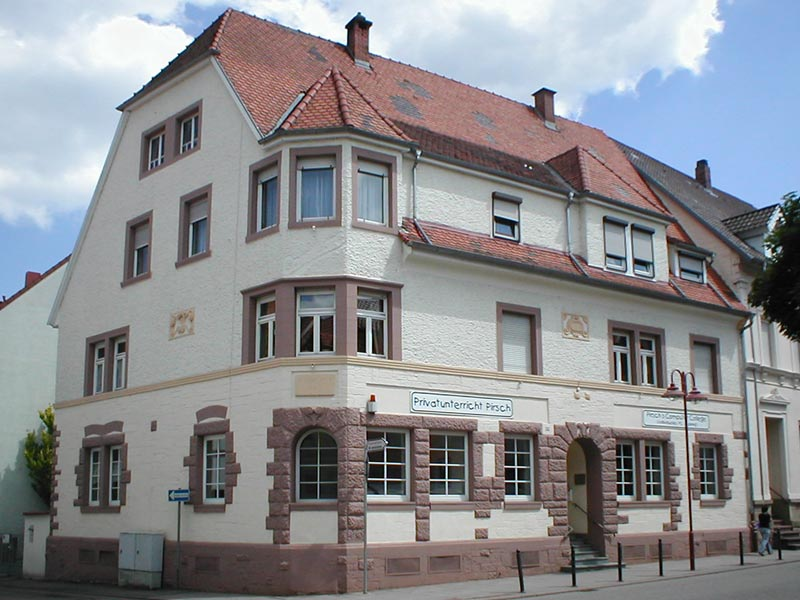
Alte Konditorei

Direkt an der ehemaligen Stadtmauer angebaut, befindet sich ein dreistöckiger, verputzter Barockbau mit Türmchen, von den Herren von Degenfeld. Unterhalb des Herrenhauses befindet sich ein ehemaliges Anwesen mit dazugehörigem Herrenhaus von den Herren von Helmstatt. Von der Stadtbefestigung aus dem 14. Jahrhundert sind nur wenige Reste erhalten.
Im Ort sind mehrere historische Kruzifixe, Marien- und Heiligenstatuen u. a. Johannes von Nepomuk und Antonius von Padua erhalten. Kreuze datieren u. a. von 1736 und 1829, außerdem ist eine knapp lebensgroße Maria Immaculata sowie ein historischer Marienaltar vorhanden. Die Statue des heiligen Johannes von Nepomuk wurde während des Zweiten Weltkrieges von Unbekannten zerstört. Nach dem Krieg fand man Überreste der Statue im nahe gelegenen Schwarzbach. In den 1970er wurde das Standbild von Bürgern und örtlichen Unternehmen restauriert und wieder an seinem angestammten Platz an der Brücke über den Schwarzbach aufgestellt.
Der östlich oberhalb des Ortes befindliche große jüdische Friedhof wurde nach 1648 angelegt und war ein Verbandsfriedhof von bis zu 19 jüdischen Gemeinden der Umgebung. Das direkt am Friedhof befindliche Mausoleum von Hermann Weil wurde 1924 bis 1927 erbaut. Es wurde von der Denkmalstiftung Baden-Württemberg zum „Denkmal des Monats Mai 2010“ ernannt.
Im Ortsteil Daisbach befindet sich die Ruine des Daisbacher Schlosses, das 1366 erstmals als Besitz der Herren von Venningen erwähnt, 1627 durch einen Brand zerstört und 1730 teilweise wieder aufgebaut wurde. Seit 1991 wird die Ruine von der Bürgerschaft restauriert.

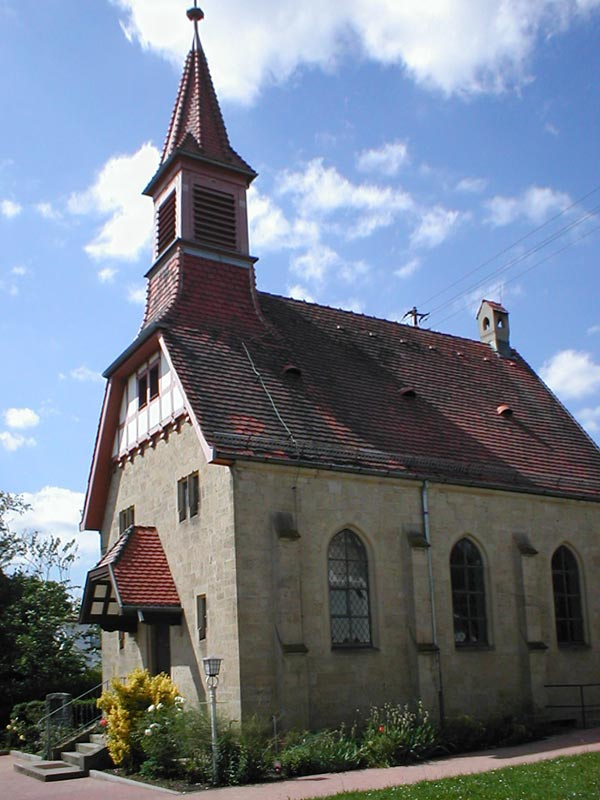
Evangelische Kirche
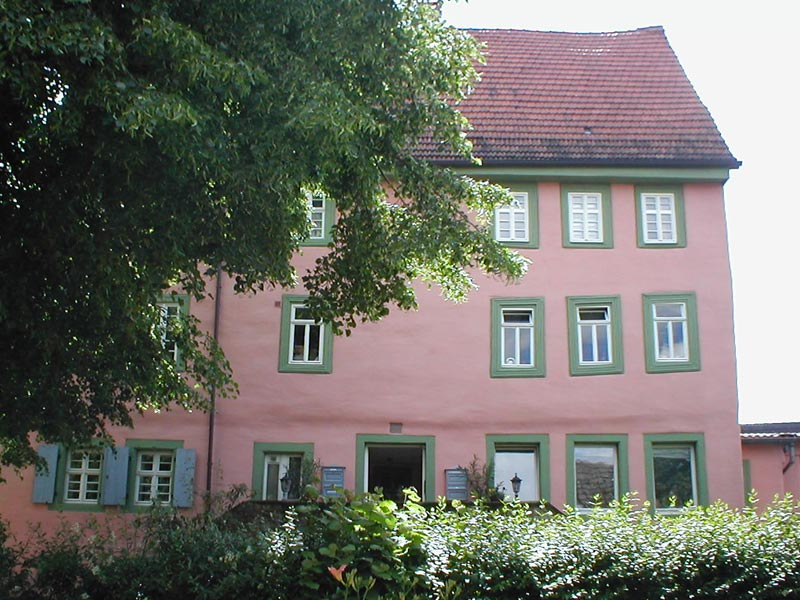
Altes Herrenhaus der Freiherren von Degenfeld
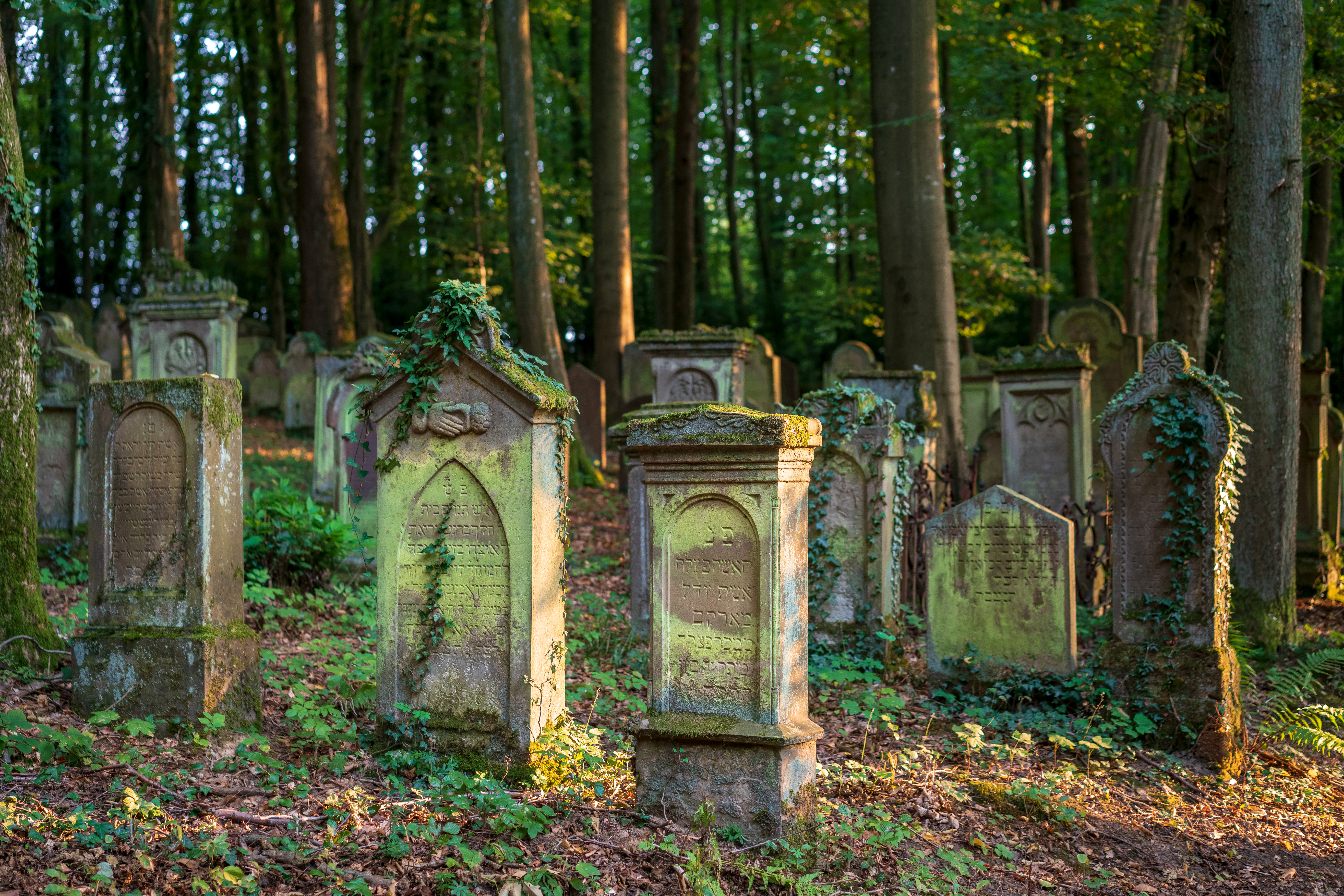
Jüdischer Friedhof in Waibstadt
- Hermann Weil Mausoleum
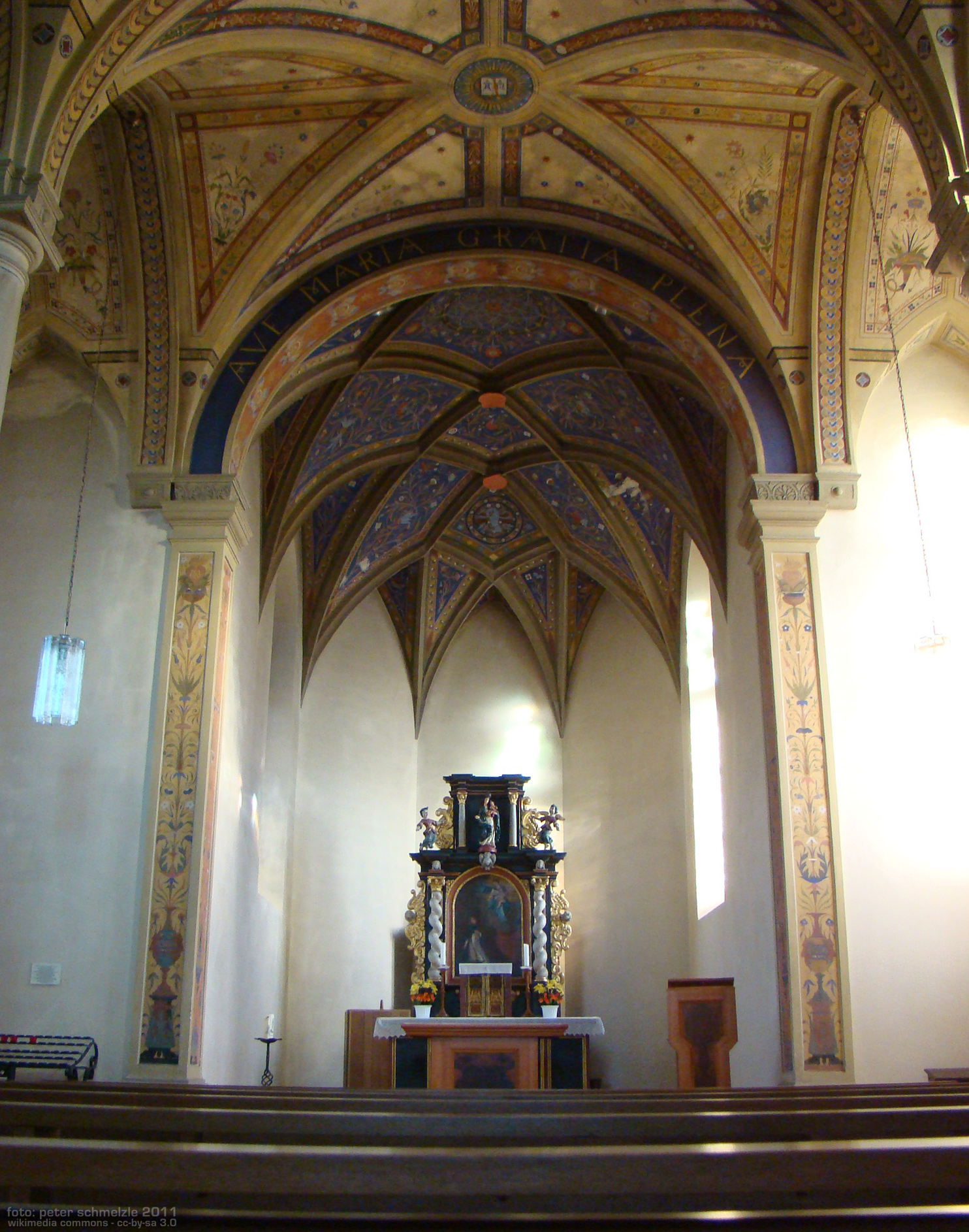
Innenansicht der Marienkapelle
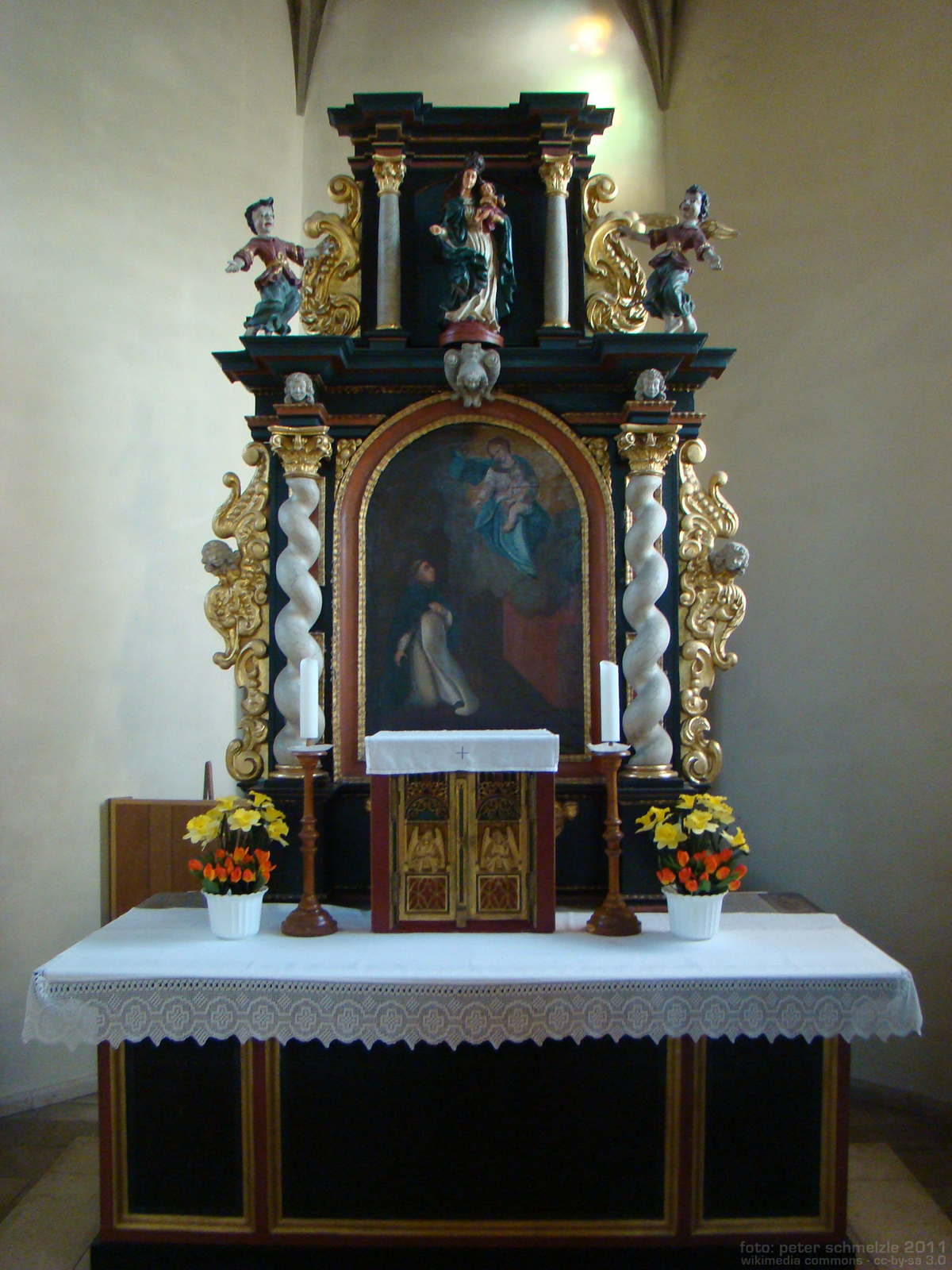
Hochaltar Marienkapelle
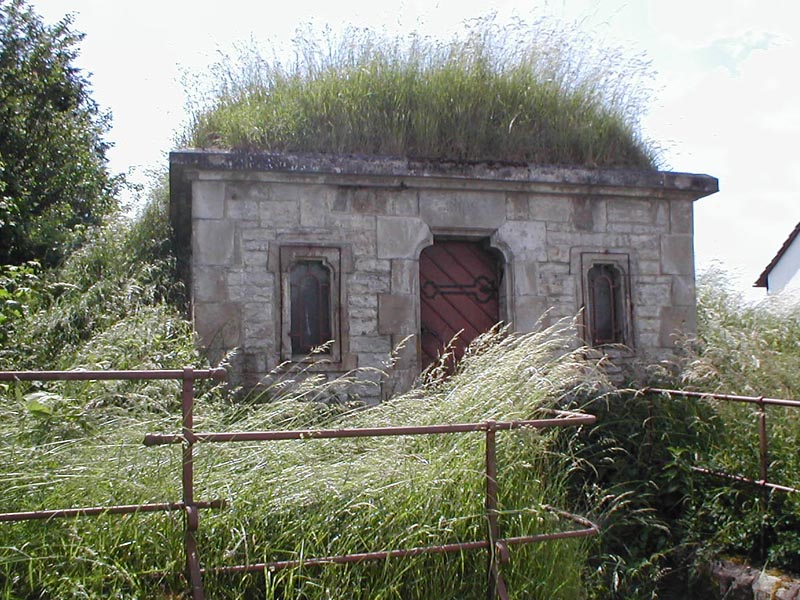
Brunnenhaus aus dem Jahr 1906 (Bruchstraße/Lerchenstraße)
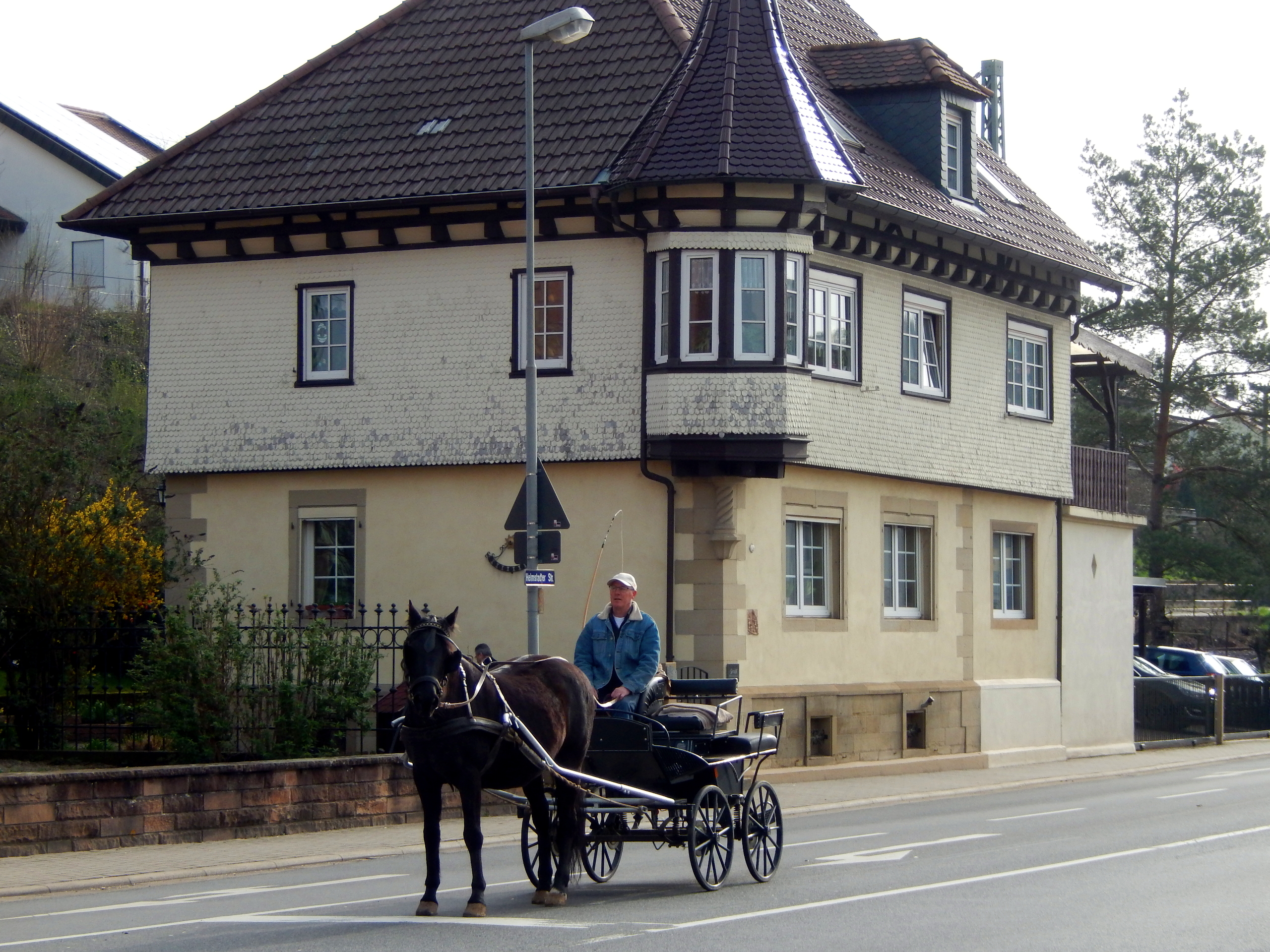
Ehemaliges Haus der Rosenkranzbruderschaft

## Wirtschaft und Infrastruktur

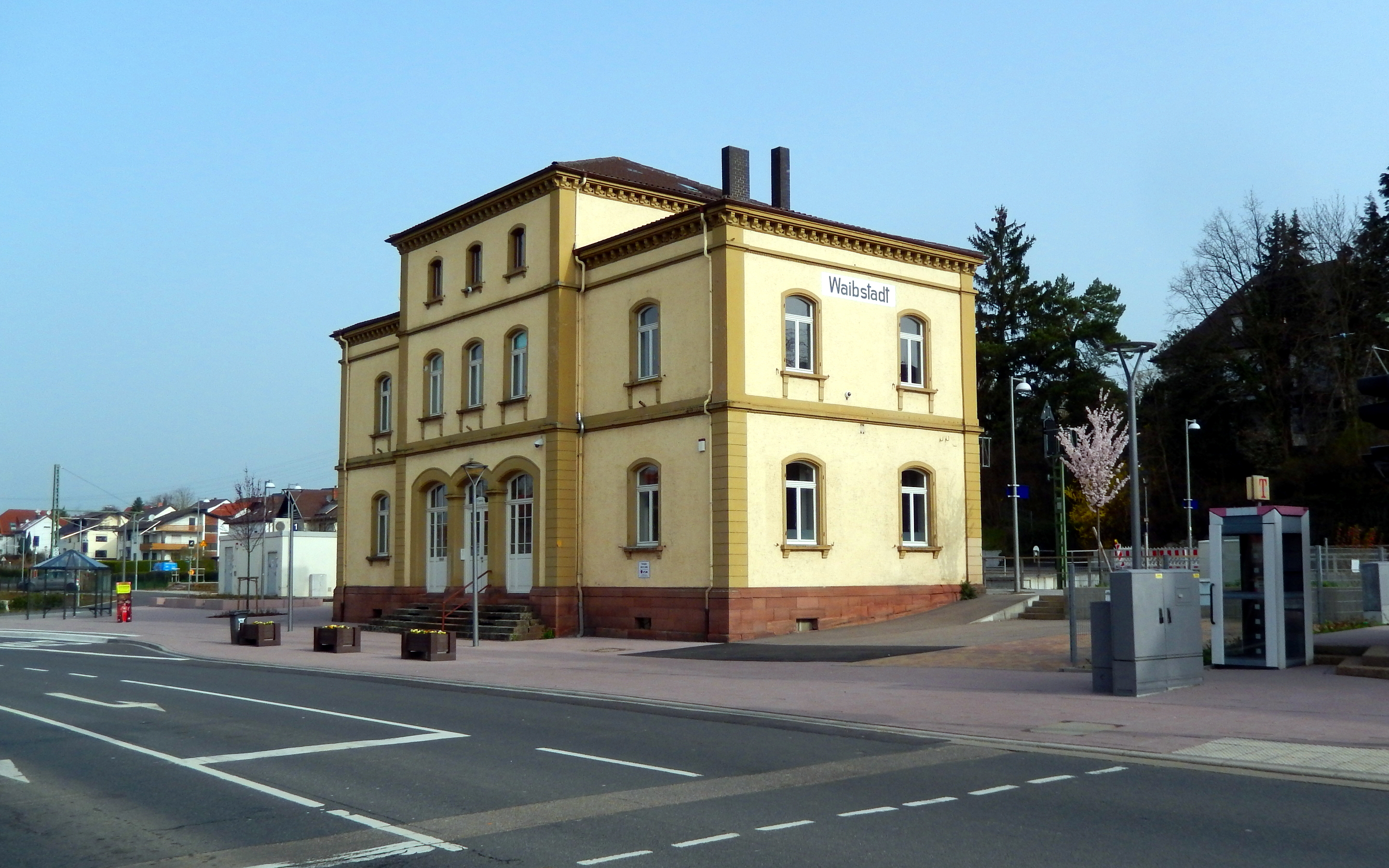
Der neoklassizistische Bahnhof

### Verkehr
Waibstadt liegt direkt an der Bundesstraße 292. Über diese erreicht man in sieben Kilometer Entfernung die Bundesautobahn 6, Anschlussstelle Sinsheim.
Waibstadt liegt an der Schwarzbachtalbahn (Meckesheim–Aglasterhausen), die mit der Linie S 51 in das Netz der S-Bahn RheinNeckar eingegliedert ist. Dadurch bestehen umsteigefreie Verbindungen nach Heidelberg und Mannheim. Außerdem ist die Stadt durch Buslinien mit Sinsheim sowie Mosbach/Neckarelz verbunden. Waibstadt gehört zum Tarifgebiet des Verkehrsverbunds Rhein-Neckar.
Durch eine Alltagradsroute aus dem Radnetz Baden-Württemberg ist Waibstadt über Neidenstein, Eschelbronn und Meckesheim mit Neckargemünd und in der anderen Richtung an Neckarbischofsheim vorbei über Helmstadt mit Mosbach verbunden.
Durch Waibstadt verläuft die Burgen-Tour Kraichgau-Stromberg, eine etwa 52 Kilometer lange regionale Radroute, die den Ort mit den Gemeinden Neidenstein und Neckarbischofsheim verbindet.

### Ansässige Unternehmen
In Waibstadt befindet sich eine Produktionsstätte der Firma riha WeserGold Getränke. Seit 2010 betreibt das Busverkehrsunternehmen PalatinaBus in Waibstadt einen Standort.

### Medien
Über das lokale Geschehen berichtet die Rhein-Neckar-Zeitung. Das Nachrichtenblatt des Gemeindeverwaltungsverbandes Waibstadt erscheint wöchentlich.

### Behörden und Einrichtungen
Waibstadt ist Sitz des Gemeindeverwaltungsverbands Waibstadt, dem Epfenbach, Helmstadt-Bargen, Neckarbischofsheim, Neidenstein und Reichartshausen angehören. Er betrieb bis Mitte 2009 im ehemaligen städtischen Krankenhaus Waibstadt ein Altenpflegeheim. Des Weiteren befindet sich in Waibstadt der Sitz des Zweckverband Hochwasserschutz „Einzugsbereich Elsenz-Schwarzbach“.
Bis 2007 war die Stadt Sitz des Dekanats Waibstadt. Nach der Dekanatsreform 2008 wurde aus den Seelsorgeeinheiten Bad Rappenau/Obergimpern, Eppingen, Neckar-Elsenz, Sinsheim-Angelbachtal und Waibstadt das Dekanat Kraichgau des Erzbistums Freiburg erschaffen.
In Waibstadt befindet sich eine der Wetterstationen des Deutschen Wetterdienstes.

### Bildung
In Daisbach befindet sich eine Grundschule und ein evangelischer Kindergarten. In Waibstadt gibt es die Brunnenschule (Grundschule) und eine Realschule sowie den städtischen Kindergarten und den katholischen Kindergarten St. Josef. Weiterführende Schulen können in Neckarbischofsheim (Gymnasium) und Sinsheim (Gymnasium und berufsbildende Schulen) sowie in Epfenbach und Helmstadt (Gesamtschule) besucht werden. Seit 2011 betreibt der gemeinnützige Verein „Kinderkrippe Rappelkiste e. V.“ in Waibstadt eine Kinderkrippe. Die Stadt betreibt in Daisbach und Waibstadt Büchereien sowie im Ortsteil Waibstadt ein Hallen- und Freibad.

## Persönlichkeiten

### Ehrenbürger
- Alexander Wacker (1846–1922), Gründer der Wacker-Werke
- Karl Eiermann (1912–1991), Bürgermeister (1958–1978) und CDU-Kreisrat
- Schwester Oberin Avellina (1902–1995), Ordensfrau der „Schwestern vom hl. Josef“, 30 Jahre Leiterin des städt. Krankenhauses

### Verdiente Persönlichkeiten
- Anton Hofherr (1896–1961), von Mai 1940 bis März 1945 erster Beigeordneter der Stadt und stellv. Bürgermeister des im Kriegsdienst abwesenden Bürgermeisters Eugen Laule.

Am 29. März 1945 zog die 677. SS-Einheit in Waibstadt ein und befestigte die Stadt. Hofherr wurde zum Stadtkommandanten ernannt. Auf dem 65 Meter hohen Kirchturm ließen die SS-Offiziere ein Gefechts- und Beobachtungsstand einrichten und die Straßen mit Panzersperren sichern.
An der Anhöhe Richtung Epfenbach hatten sich bereits US-Panzereinheiten in Stellung gebracht. Hofherr erkannte die Entschlossenheit der SS-Offiziere und die aussichtslose Lage der Stadt und fingierte einen telefonisch durchgegebenen Befehl, wonach sich alle Truppen in Waibstadt in das Neckargebiet bei Neckarelz zurückziehen mussten. Die Offiziere überprüften den Befehl nicht und zogen ab. Während des Abzuges sorgte er auch dafür, dass die Schwarzbachbrücke mit Stauwehr nicht gänzlich zerstört wurde und die Staufunktion aufrechterhalten werden konnte. Nach Abzug der SS-Einheit in der Nacht vom 2. April 1945 ließ er die Stadt mit weißen Tüchern beflaggen und übergab die Stadt der am Morgen anrückenden US-Armee.

### Söhne und Töchter der Stadt
- Quirin Metzger (1498–1551), nachmaliger Domherr zu Speyer[19]
- Jakob Ernfelder (1544–1601), Jesuit, Provinzial der Rheinischen Ordensprovinz
- Carl Gottfried von Degenfeld (1690–1727), Mitherr auf Wagenbach, zu Waibstadt, Unterbiegelhof und Ehrstädt, Leutnant im kurpfälzischen Regiment des Prinzen von Sulzbach
- Paul Egell (1691–1752), Bildhauer und Stuckateur
- Otto Ehrmann (1851–1928), Architekt
- Erich Weick (1883–1946), kath. Geistlicher; 1927–1946 Stadtpfarrer in Tauberbischofsheim, 1931–1940 staatl. Pfleger der Kunst- und Altertumsdenkmäler im Landkreis Tauberbischofsheim
- Friedrich Hölzlin (1890–1983), Schauspieler und Regisseur
- Alfred Marquart (1945–2012), Hörfunkjournalist, Moderator und Autor
- Mathias Götz (* 1972), Jazzmusiker
- Georg Steinberg (* 1974), Rechtswissenschaftler

### Personen, die vor Ort gewirkt haben
- Zacharias Oppenheimer (1773–1827), Fabrikant (Michelfeld) sowie Bezirksältester der Juden im Oberamt Waibstadt.
- Karl Burger (1883–1959), deutscher Fußballspieler (u. a. 1945 kommissarischer Bürgermeister und Inhaber einer Gaststätte mit Kino)[20]
- Alois Kimmelmann (1886–1946), deutscher Lehrer und Politiker der SPD. Verfasste 1936 die erste Ortschronik.
- Otto Meckler (1892–1944), deutscher römisch-katholischer Geistlicher und Märtyrer (1921–1927 Kaplan in Waibstadt)
- Emil Stehle (1926–2017), Bischof der ecuadorianischen Diözese Santo Domingo de los Colorados (von 1953–1955 Kaplan in Waibstadt)
- Alfons Kade, Komponist, Stadt- und Kirchenmusikdirektor in Rottweil (1946–1951 Chorleiter des katholischen Kirchenchores und des Sängerkranzes Waibstadt)